# تداعيات ما بعد الحرب العالمية الثانية
شهدت فترة ما بعد الحرب العالمية بتراجع القوى العظمى القديمة وصعود قوتين عظيمتين: الاتحاد السوفيتي والولايات المتحدة الأمريكية. وبعد أن كانا حلفاء أثناء الحرب العالمية الثانية، أصبحا متنافسين على الساحة العالمية التي شهدت سباقًا للتسلح النووي بين القوتين العظميين. وأنتج هذا التنافس ما يعرف بالحرب الباردة، والتي سميت بهذا الاسم لأنها لم تسفر أبدًا عن حرب شاملة معلنة بين القوتين. تميزت الحرب بدلاً من ذلك بالتجسس والتقويض السياسي والحروب بالوكالة. ومن أهم الاسباب التي منعت الحرب الباردة أن تتحول الي حربا «ساخنة-تقليديه»، هو أن كلا القوتين ـ الاتحاد السوفياتي والولايات المتحدةـ لديهما نظام رادع نووي ضد بعضها البعض، مما كان سيؤدي الي مواجهات الدمار المتبادل حتماً. كما شهدت تلك الفترة زيادة التهديد بحرب نووية، وأنشئت الأمم المتحدة وتطبيقها لتكون منظمة دولية، وإنهاء الاستعمار في آسيا وأوقيانوسيا وأمريكا الجنوبية وأفريقيا من قبل القوى الأوروبية وشرق آسيا، ولا سيما من بريطانيا وفرنسا واليابان.
ثم أعيد بناء أوروبا الغربية واليابان من خلال خطة مارشال الأمريكية في حين بقيت أوروبا الوسطى والشرقية تحت النفوذ السوفيتي مما أدى إلى خلق حاجز معنوي عُرف ب «الستار الحديدي» وذلك نسبة إلى تقسيم أوروبا إلى الكتلة الغربية بقيادة الولايات المتحدة والكتلة الشرقية بقيادة السوفيات. وعلى الصعيد الدولي، فضلت بعض الدول المتحالفة لكل المعسكرين الحياد بالبقاء خارج الحرب الباردة، فظهر نتيجة لذلك (حركة عدم الانحياز).
ومن النتائج أيضا، أن شكلت القوى العظمى المتضررة في أوروبا الغربية (هيئة الفحم والحديد الأوروبي) والتي تطورت لاحقا إلى (السوق الأوروبية المشتركة) لتطور في نهاية المطاف إلى ما يُعرف اليوم ب (الاتحاد الأوروبي). وقد كان الهدف في المقام الأول من تشكيل هذه الهيئة هو محاولة لتفادي نشوب حرب أخرى بين ألمانيا وفرنسا وذلك عن طريق التعاون والتكامل الاقتصادي بين البلدين، وسوق مشتركة للموارد الطبيعية الهامة.
ومن نتائج نهاية الحرب أيضا أن كانت البداية لنهايه الاستعمار ومنح الاستقلال دول كثيره حول العالم، حيث استقلت الهند من بريطانيا، واستقلت اندونيسيا من هولندا والفليبين من امريكاد، كما استقلت عدد من الدول العربيه من حكم الانتداب الذي فُرض عليها من قبل القوى العظمى بعد الحرب العالميه الأولى. كذلك شكلت دولة الاحتلال الإسرائيلي عملاً بقرار وعد بلفور مستغلة تعاطف المجتمع الدولي بعد انتهاكات الدولة الألمانية ضد يهود أوروبا على الأراضي الفلسطينية التي كانت تقع تحت الانتداب الإنكليزي وقتها في السنوات التي تلت الحرب مباشرة. وجاء الاستقلال لدول أفريقيا جنوب الصحراء الكبرى ببطء أكبر.
ومن نتائج الحرب العالمية الثانية صعود النفوذ الشيوعي في شرق آسيا مع تأسيس جمهورية الصين الشعبية بعد أن خرج الحزب الشيوعي الصيني منتصراً من الحرب الأهلية الصينية سنة 1949، وكذلك في الحرب الكورية التي أدت إلى تقسيم شبه الجزيرة الكورية بين الشمال الشيوعي والجنوب المنحاز إلى الغرب.

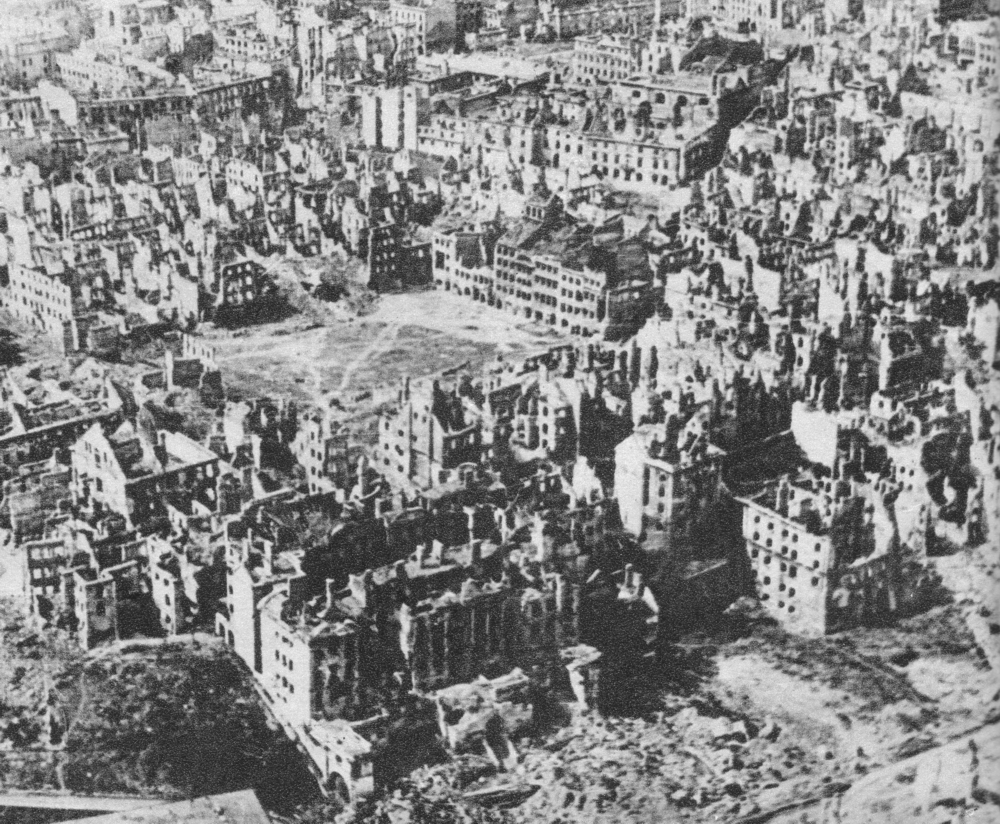
وارسو-بولندا: من نتائج الحرب.

## النتائج المباشرة
أما النتائج المباشرة والواضحه هو مقتل الملايين من البشر وتشريد ملايين آخرين، كذلك انهيار الاقتصاد الأوروبي، ودمار كبير للبنية التحتية الصناعية الأوروبية. لذلك الحال تأثر اقتصاد الاتحاد السوفياتي بشكل جسيم. في إطار الجهود لمواجهة هذا الدمار الاقتصادي، في عام 1947، وضع وزير الخارجية الأمريكي جورج مارشال برنامجاُ لإعادة إعمار أوروبا عُرف ب (مشروع مارشال)، وبموجب هذا البرنامج، خصصت حكومة الولايات المتحدة خلال الفترة 1948-1952 مبلغ (13 مليار دولار (مايعادل 140 مليار دولار في 2023) لإعادة إعمار البلدان المتضررة في أوروبا الغربية.

### بريطانيا
عانى الاقتصاد البريطاني مع نهاية الحرب من الحرمان الشديد، حيث استهلك المجهود الحربي جزءًا كبيرًا من ثروتها الوطنية. وحتى صدور مشروع المساعدات الأمريكية المعروف بالإعارة والتأجير في 1941، كانت بريطانيا تنفق أصولها لشراء المعدات الأمريكية بما في ذلك الطائرات والسفن - أكثر من 437 مليون جنيه إسترليني (ما يعادل حوالي 27 مليار جنيه إسترليني في 2023) على الطائرات وحدها. وعليه فقد جاء صدور مشروع (قانون الإعارة، الإستئجار) في الوقت المناسب قبل ان تستنفذ بريطانيا كامل احتياطاتها. فقد وضعت بريطانيا 55٪ من إجمالي القوى العاملة في إنتاج الحرب.
في ربيع 1945 وبعد الهزيمة النهائية لألمانيا، انسحب حزب العمال من حكومة الحرب الائتلافية، للإطاحة بونستون تشرشل، مما أجبر على إجراء انتخابات عامة. بعد فوز ساحق نال حزب العمال أكثر من 60٪ من المقاعد في مجلس العموم وشكل حكومة جديدة في 26 يوليو 1945 تحت قيادة كليمنت أتلي، الذي كان نائبًا لرئيس الوزراء في الحكومة الائتلافية.
وصف البعض في الإدارة الأمريكية الدين البريطاني الناجم من الحرب ب (القيد الثقيل حول عنق الاقتصاد البريطاني) وبرغم توجود اقترحات لعقد مؤتمر دولي لمعالجة هذه المشكلة، الا ان الولايات المتحدة الأمريكية في أغسطس 1945 اعلنت وبشكل مفاجأ إنهاء برنامج (قانون الإعارة والاستئجار) وبشكل فوري.
كان قرار الدعم الأمريكي بالانسحاب المفاجئ ضربة قاسية لخطط الحكومة الجديدة التي كانت تسعى لإجاد حلول لتقليص ديونها. ولم تبدأ بوادر استقرار الاقتصاد البريطاني يظهر إلا باكتمال برنامج القرض الذي قدمته أمريكا لبريطانيا المعروف ب (برنامج القرض الأنجلو أمريكي) وذلك في 15 تموز/ يوليه 1946. كان الغرض من هذا القرض في المقام الأول هو لدعم نفقات بريطانيا في الخارج في الفترة المباشرة للحرب وليس لتنفيذ سياسيات حكومة العمال للاصلاحات الداخلية وتأميم الصناعات الاساسية. وعلى الرغم من ان القرض تم الاتفاق عليه بين الطرفين بشروط مقبوله، الا انه اشتمل على بعض البنود الحقت ضرراً بالجنيه الاسترليني مما ادى ببريطانيا الي تقنين حصص خبر على المواطنين من 1946 إلى 1948. وهو مالم يحدث حتى في أيام الحرب.

### الاتحاد السوفياتي

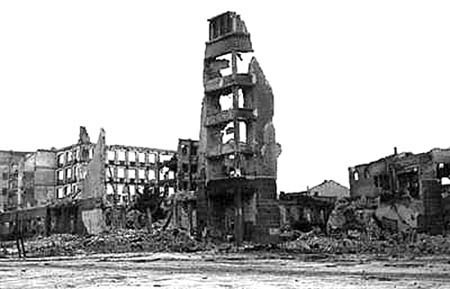
أنقاض في ستالينجراد، نموذج للدمار الذي حل بالعديد من المدن السوفييتية.

عانى الاتحاد السوفييتي من خسائر فادحة بسبب الحرب مع ألمانيا. إذ انخفض عدد سكان الاتحاد السوفييتي بنحو 27 مليون من مواطنيها خلال الحرب. منهم 8.7 مليون قتلى حرب، ونحو 19 مليون ماتوا لأسباب مختلفة ومنها: التجويع التي حدث في حصار لينينغراد، بالإضافة إلى الأوضاع السيئة في السجون الألمانية ومعسكرات الاعتقال، واطلاق النيران الجماعي على المدنين. والوفيات بسبب الاشغال الشاقة في المصانع الألمانية، وانتشار الأمراض، والاوضاع السيئة في المعتقلات السوفييتة، والخدمة في الوحدات العسكرية الألمانية وغيرها من الأسباب.
أُشتبه في أسرى الحرب السابقين والمدنيين السوفييت العائدين من الخارج بأنهم كانوا يتعاونون مع النازيين، فأُرسل 226,127 منهم إلى معسكرات العمل القسري بعد التدقيق من قبل المخابرات السوفييتية المفوضية الشعبية للشؤون الداخلية. كما تم تجنيد العديد من أسرى الحرب السابقين والمدنيين الشباب للخدمة في الجيش الأحمر. وعمل آخرون في كتائب العمل لإعادة بناء البنية التحتية المدمرة أثناء الحرب.

خسائر الحرب العالمية الثانية

أما الاقتصاد السوفييتي، فقد دمر ما يقرب من ربع موارد رأس مال الدولة، كما انخفض الإنتاج الزراعي والصناعي في 1945 عن مستويات ما قبل الحرب. وفي محاولة لاعادة بناء الدولة السوفييتية، حصلت روسيا على قروض محدودة من بريطانيا والسويد في حين رفضت المُساعدات المُقدمة لها من الولايات المتحدة الأمريكية بموجب خطة مارشال. بدلا من ذلك، اجبر الاتحاد السوفييتي دول شرق أوروبا، المحتلة من قبلهِ على توفير الدعم وتوريد المواد الخام والآلات لها. كما قدمت ألمانيا والدول التابعة للنازية تعويضات إلى روسيا كتعويضات حرب. وركز برنامج إعادة الاعمار في الاتحاد السوفييتي في مجال الصناعات الثقيلة على حساب الزراعة والسلع الاستهلاكية. وبحلول 1953 وصل مستوى إنتاج الحديد إلى ضعف مستواه السابق في 1940، ولكن بقي إنتاج العديد من السلع الاستهلاكية والمواد الغذائية إلى أقل من مستواه عن عشرينات القرن.
ضم السوفييت عقب الحرب مباشرةً الأراضي التي استولي عليها الجيش الأحمر للاتحاد أو حول منها إلى جمهوريات اشتراكية. ومن الدول الاشتراكية التي أصبحت تبعاُ لتكتل الاتحاد السوفيتي: بولندا وبلغاريا والمجر وتشيكوسلوفاكيا ورومانيا وألبانيا وألمانيا الشرقية، والأخيرة أنشئت من المناطق التي احتلها السوفييت في ألمانيا. في حين بقيت يوغسلافيا دولة شيوعية مستقلة متحالفة مع السوفييت وليست تابعة له. ويرجع السبب في ذلك إلى النجاحات العسكرية للبارتيزان بقيادة جوزيف بروز تيتو خلال الحرب العالمية الثانية في يوغوسلافيا. وأنشأت دول التحالف ما يعرف ب (لجنة الشرق الأقصى) لمناقشة كيفية إدارة احتلالهم لليابان عقب الحرب، كما انشأ (مجلس مراقبة الحلفاء) لمناقشة كيفية إدارة احتلالهم ألمانيا. وإعمالا بما نتج عنه مؤتمر بوتسدام، وفي أعقاب اتفاقيات مؤتمر بوتسدام احتل الاتحاد السوفييتي جزيرة سخالين الإستراتيجية ثم ضمها إليه.

### ألمانيا

خريطة للمناطق الألمانية المحتلة بعد الحرب العالمية الثانية بحدودها سنة 1937، فالأراضي الواقعة شرق خط أودر-نايسه تبدو بأنها ألحقت ببولندا والاتحاد السوفييتي، بالإضافة إلى محمية سار وبرلين المقسمة. تشكلت ألمانيا الشرقية من المنطقة السوفييتية، بينما تشكلت ألمانيا الغربية من المناطق الأمريكية والبريطانية والفرنسية سنة 1949 وانضمت منطقة سار إليها سنة 1957.

قررت اللجنة الاستشارية الأوروبية إعادة رسم الحدود الألمانية إلى ما كانت عليهِ في 31 كانون الأول-ديسمبر 1937. وعلى اثره عادت مقاطعة الألزاس - لورين الواقعة غرب ألمانيا إلى فرنسا. كما عادة سوديتنلاند الي تشيكوسلوفاكيا. وترتب على ذلك طرد ما يقرب من 10 ملايين ألماني من هذا الإقليم ولم يسمح بالعودة إليها كل من خرج أو فر منها أثناء الحرب. حوالي 10 ملايين ألمانياً اما هُجروا من هذه المقاطعة أو منعوا من العودة لها ان كانوا فروا منها أيام الحرب. أما بقية مساحة ألمانيا، قفد قسمت إلى أربع مناطق للاحتلال، بتنسيق من مجلس مراقبة الحلفاء. كما فصلت محمية سار ووضعت تحت الوصاية الفرنسية في 1947. وفي 1949 جرى إنشاء جمهورية ألمانيا الاتحادية من المناطق الغربية. أما المنطقة الشرقية الخاضعه للاتحاد السوفيتي فلقد أصبحت جمهورية ألمانيا الديمقراطية من نفس السنة.
دفعت ألمانيا تعويضات للمملكة المتحدة وفرنسا والاتحاد السوفيتي، بشكل أساسي في شكل مصانع مفككة وعمل قسري وفحم. كان من المقرر خفض مستوى المعيشة الألماني إلى مستواه في سنة 1932. وبعد استسلام ألمانيا مباشرة ولمدة العامين التاليين سعت الولايات المتحدة وبريطانيا إلى تنفيذ برنامج "تعويضات فكرية" لحصد كل المعرفة التكنولوجية والعلمية وكذلك جميع براءات الاختراع في ألمانيا. بلغت قيمة هذه التعويضات حوالي 10 مليارات دولار أمريكي (120 مليار دولار أمريكي في 2023). ووفقًا لمعاهدة باريس (1947) فقد جرى أيضًا تقييم التعويضات من إيطاليا ورومانيا والمجر وبلغاريا وفنلندا.

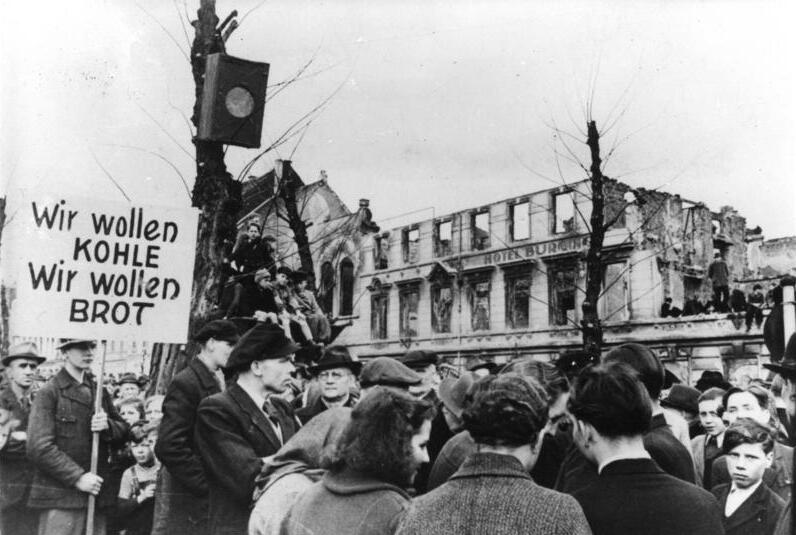
شتاء الجوع في سنة 1947. آلاف الناس يحتجون على الوضع الغذائي الكارثي. اللافتة تقول "نريد فحم. نريد خبز" (31 مارس 1947).

كانت السياسة الأمريكية في ألمانيا ما بعد الحرب من أبريل 1945 حتى يوليو 1947 هي عدم تقديم أي مساعدة للألمان في إعادة بناء دولتهم، باستثناء الحد الأدنى المطلوب للتخفيف من المجاعة. كانت خطة "نزع السلاح الصناعي" التي وضعها الحلفاء بعد الحرب مباشرة لألمانيا تتمثل في تدمير كامل أو جزئي للمصانع حتى تشل قدرة ألمانيا على شن الحرب مرة أخرى. كانت الخطة الصناعية الأولى لألمانيا الموقعة سنة 1946 تتطلب تدمير 1500 مصنع لتصنيع وإنتاج الصناعات الثقيلة في محاولة لخفض مستوي الإنتاج الألماني للصناعات الثقيلة إلى ما يقرب من 50٪ من مستواه في 1938. انتهى تفكيك الصناعة الألمانية الغربية سنة 1951. وفي سنة 1950 جرى إزالة المعدات من 706 مصنع تصنيع، وانخفضت سعة إنتاج الصلب بمقدار 6.7 مليون طن. بعد الضغط من قبل هيئة الأركان المشتركة والجنرالات لوسيوس د. كلاي وجورج مارشال، قبلت إدارة ترومان أن التعافي الاقتصادي في أوروبا لا يمكن أن يمضي قدمًا دون إعادة بناء القاعدة الصناعية الألمانية التي كانت تعتمد عليها سابقًا. وعليه فقد قام الرئيس ترومان في يوليو 1947 بإلغاء قانون «مقتضيات الأمن القومي» والتي كان عبارة عن تعليمات اُعطيت لقوات الاحتلال الأمريكي بعدم اتخاذ أي خطوات من شأنها إعادة تأهيل الاقتصاد الألماني. وأقر توجيه جديد بأن أوروبا المنظمة والمزدهرة تتطلب المساهمات الاقتصادية من ألمانيا المستقرة والمنتجة. فبدءا من منتصف 1946 تلقت ألمانيا مساعدات من الحكومة الأمريكية من خلال برنامج GARIOA. منذ عام 1948 فصاعدًا، أصبحت ألمانيا الغربية أيضًا مستفيدًا ثانويًا من خطة مارشال. مُنعت المنظمات التطوعية في البداية من إرسال الطعام، ولكن مع بداية 1946 تأسس مجلس وكالات الإغاثة المرخص لها بالعمل في ألمانيا. فجرى إلغاء الحظر المفروض على إرسال حزم الرعاية –وهي عبارة حزمة تتكون من المواد الغذائية والامدادات تُرسل لاغراض الإغاثة لأماكن المنكوبة- إلى الأفراد في ألمانيا في 5 يونيو 1946.
بعد استسلام ألمانيا مُنعت منظمة الصليب الأحمر الدولي من تقديم المساعدات مثل الطعام أو زيارة معسكرات أسرى الحرب للألمان داخل ألمانيا. إلا أنه وبعد إجراء اتصالات مع الحلفاء في خريف 1945، سُمح لها بدخول المعسكرات في مناطق الاحتلال البريطانية والفرنسية في ألمانيا، فضلاً عن تقديم الإغاثة للسجناء المحتجزين هناك. وفي 4 فبراير 1946 سُمح أيضًا للصليب الأحمر بزيارة ومساعدة السجناء في منطقة الاحتلال الأمريكية في ألمانيا، بالرغم من وجود كميات قليلة جدًا من الطعام. لذلك قدم الصليب الأحمر التماساً لإدخال تحسينات على الظروف المعيشية لأسرى الحرب الألمان ونحج في ذلك.
لقد أصيب الشعب الألماني وخاصة شبابه بصدمة نفسية بسبب السنوات العشر من الحكم النازي، أعقبها تدمير المدن الكبرى والبنية الأساسية بسبب قصف الحلفاء. كانت هذه الصدمة متعددة الأوجه، حيث اخترقت جميع مستويات المجتمع، من خلال التزييف المنهجي للبلاد من خلال إنشاء وزارة التنوير والدعاية العامة للرايخ التي استولت على وسائل الإعلام وجميع المؤسسات، ووضعت موضع التنفيذ التلقين المنهجي للصغار جدًا من خلال إنشاء شباب هتلر ودويتشز يونغفولك ورابطة الفتيات الألمانيات و Jungmädelbund. ولكن مع انتهاء الحرب، المدن الكبرى دمرت بالكامل، وتبعها نقص في الغذاء، فاندلعت موجة من اجتثاث النازية في جميع أنحاء ألمانيا المحتلة.

### فرنسا
بعد تحرير فرنسا من الاحتلال الألماني، بدأت عملية تطهير للمتعاونين والمشتبه بهم مع النازية. وقد قامت المقاومة الفرنسية في البداية بتنفيذ هذه العملية بطريقة غير قانونية (والتي أطلق عليها اسم épuration sauvage، "التطهير الوحشي"). حيث تعرضت النساء الفرنسيات اللاتي كن على علاقة رومانسية مع جنود ألمان للإذلال العلني وحلق رؤوسهن. كما كانت هناك موجة من عمليات الإعدام بإجراءات موجزة يقدر أنها قتلت حوالي 10 آلاف شخص.
وعندما فرضت الحكومة المؤقتة للجمهورية الفرنسية سيطرتها، بدأت عملية التطهير القانوني. لم تكن هناك محاكمات دولية لجرائم الحرب للمتعاونين الفرنسيين، الذين حوكموا في المحاكم المحلية. تم التحقيق في حوالي 300 ألف حالة؛ وصدرت أحكام مختلفة على 120 ألف شخص بما في ذلك 6763 حكماً بالإعدام (تم تنفيذ 791 منها فقط). تم العفو عن معظم المدانين بعد بضع سنوات.

### إيطاليا

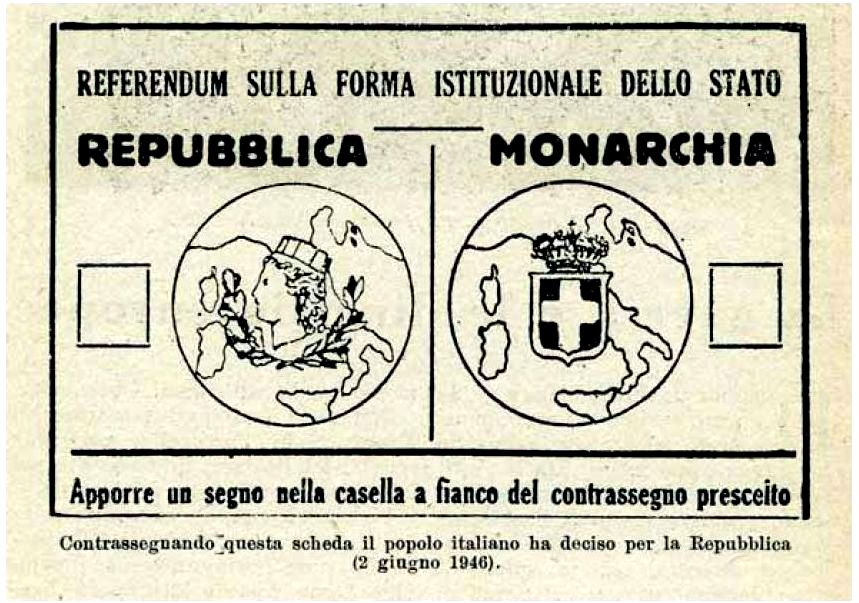
بطاقة الاقتراع الانتخابي لاستفتاء المؤسسات الإيطالية سنة 1946

لقد تركت تبعات الحرب العالمية الثانية إيطاليا في حالة من الغضب ضد النظام الملكي لتأييده للنظام الفاشي على مدار العشرين عامًا السابقة. ساهمت هذه الإحباطات في إحياء الحركة الجمهورية الإيطالية. في الاستفتاء الدستوري الإيطالي 1946 الذي عقد في 2 يونيو، وهو اليوم الذي يُحتفل به منذ ذلك الحين باسم Festa della Repubblica أو يوم الجمهورية الإيطالية، وألغي النظام الملكي الإيطالي بعد أن ارتبط بالحرمان الذي سببته الحرب والحكم الفاشي، وخاصة في الشمال، فأصبحت إيطاليا بموجب الاستفتاء جمهورية. كانت هذه هي المرة الأولى التي تصوت فيها النساء الإيطاليات على المستوى الوطني، والمرة الثانية بشكل عام بالنظر إلى الانتخابات المحلية التي عقدت قبل بضعة أشهر في بعض المدن.
أُجبر أومبرتو الثاني ابن الملك فيكتور إيمانويل الثالث على التنازل عن العرش ونفيه. تمت الموافقة على الدستور الجمهوري في 1 يناير 1948، نتيجة لعمل الجمعية التأسيسية التي شكلها ممثلو جميع القوى المناهضة للفاشية التي ساهمت في هزيمة القوات النازية والفاشية أثناء تحرير إيطاليا.[29] على عكس ألمانيا واليابان لم تُعقد محاكم جرائم حرب ضد القادة العسكريين والسياسيين الإيطاليين، على الرغم من أن المقاومة الإيطالية أعدمت بعضهم (مثل موسوليني) في نهاية الحرب؛ ثم خرج قرار «عفو تولياتي» الذي أصدره وزير العدل بالميرو تولياتي في ذلك الوقت، عفا عن جميع الجرائم العامة والسياسية التي ارتكبت أثناء الحرب في 1946.

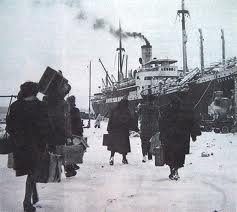
الإيطاليون الإستريون يغادرون بولا سنة 1947 أثناء هجرة إستريا-دالماسيا

كانت معاهدة السلام مع إيطاليا (1947) بمثابة نهاية الإمبراطورية الاستعمارية الإيطالية، فتقررت فيها تعديلات حدودية أخرى، مثل نقل الجزر الإيطالية في بحر إيجة إلى مملكة اليونان ونقل لا بريجو وتندا إلى فرنسا، فضلاً عن التعديلات الطفيفة على الحدود الفرنسية الإيطالية. علاوة على ذلك بموجب معاهدة السلام مع إيطاليا ضمت يوغوسلافيا إستريا وخليج كفارنير ومعظم مارس جوليان وكذلك مدينة زارا الدلماسية مما تسبب في هجرة إستريا-دلماسيا، مما أدى إلى هجرة ما بين 230.000 و350.000 من الإيطاليين العرقيين المحليين (الإيطاليون الإستريون والإيطاليون الدلماسيون)، والبقية من العرقيات السلوفينية والكرواتية والإسترو-رومانيين فقد واختاروا البقاء على الجنسية الإيطالية في إيطاليا،Tobagi، Benedetta. "La Repubblica italiana | Treccani, il portale del sapere". Treccani.it. مؤرشف من الأصل في 2017-06-14. اطلع عليه بتاريخ 2015-01-28.</ref> وهناك أعداد منهم توجهت الأمريكتين وأستراليا وجنوب إفريقيا.
ألزمت معاهدة السلام 1947 إيطاليا بدفع 360 مليون دولار أمريكي (بأسعار سنة 1938) تعويضات حرب: 125 مليون دولار ليوغوسلافيا، و105 مليون دولار لليونان، و100 مليون دولار للاتحاد السوفيتي، و25 مليون دولار لإثيوبيا و5 ملايين دولار لألبانيا. وفي سنة 1954 جرى تقسيم إقليم ترييستي المستقل، وهو إقليم مستقل بين شمال إيطاليا ويوغوسلافيا تحت المسؤولية المباشرة لمجلس الأمن التابع للأمم المتحدة بين الدولتين إيطاليا ويوغوسلافيا. والحدود الإيطالية التي تنطبق اليوم قائمة منذ 1975، عندما أعيد ضم ترييستي رسميًا إلى إيطاليا بعد معاهدة أوسيمو. وفي سنة 1950 أصبح الصومال الإيطالي إقليمًا خاضعًا لوصاية الأمم المتحدة تحت الإدارة الإيطالية حتى 1 يوليو 1960.

### النمسا
كانت دولة النمسا الاتحادية قد ضمتها ألمانيا سنة 1938 (أنشلوس وقد جرى حظر هذا الاتحاد بموجب معاهدة فرساي). ثم انفصلت النمسا (التي أطلق عليها الألمان اسم أوستمارك) عن ألمانيا وقسمت إلى أربع مناطق احتلال. وبموجب معاهدة الدولة النمساوية، أعيد توحيد هذه المناطق في عام 1955 لتصبح جمهورية النمسا.

### اليابان

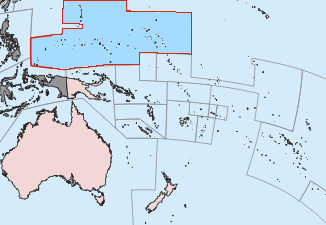
إقليم جزر المحيط الهادئ المشمول بالوصاية في ميكرونيسيا الذي أدارته الولايات المتحدة من عام 1947 إلى عام 1986

بعد انتهاء الحرب ألغى الحلفاء جميع مستعمرات الإمبراطورية اليابانية التي قد ضمتها لها قبل الحرب مثل منشوريا، وكوريا التي احتلت الولايات المتحدة عسكريًا جنوبها واحتل السوفييت شمالها. واستردت الولايات المتحدة الفلبين وغوام. وعادت بورما ومالايا وسنغافورة إلى بريطانيا والهند الصينية إلى فرنسا. وكان من المقرر تسليم جزر الهند الشرقية إلى الهولنديين، إلا ان حركة المُقاومة نشطت بعد الحرب أدت الي ما عُرف بحرب اندونيسا للأستقلال. وفي مؤتمر يالطا قايض الرئيس الأمريكي فرانكلين روزفلت الاتحاد السوفييتي سرا بإعطائهم جزر الكوريل اليابانية وجنوب ساخالين مقابل دخول السوفييت الحرب مع اليابان. وبعد الحرب ضم الاتحاد السوفياتي تلك الجزر إليه، مما أثار نزاع جزر الكوريل المستمر إلى الآن مع روسيا.
بعد هذا الاستيلاء انتقل مئات الآلاف من اليابانيين إلى جزر اليابان الرئيسة. كما أصبحت أوكيناوا نقطة انطلاق الولايات المتحدة الرئيسية. غطت الولايات المتحدة مساحات واسعة منها بقواعد عسكرية واستمرت في احتلالها حتى سنة 1972، أي بعد سنوات من انتهاء احتلال الجزر الرئيسة. ولا تزال تلك القواعد قائمة. ولتجنب اتفاقية جنيف، صنف الحلفاء العديد من الجنود اليابانيين بأنهم (أفراد مستسلمين JSP) بدلا من أسرى الحرب واستخدموهم للإعمال السخرة حتى سنة 1947. كما قامت بريطانيا وفرنسا وهولندا بتجنيد بعض تلك القوات لمحاربة المقاومة الاستعمارية في أماكن أخرى في آسيا. أنشأ الجنرال دوغلاس ماكارثر المحكمة العسكرية الدولية للشرق الأقصى. كما نال الحلفاء تعويضات من اليابان.
وفي محاولة لأزالة أي خطر عسكري مستقبلي من اليابان، قررت لجنة الشرق الأقصى إلغاء التصنيع في اليابان، وجرى تنفيذ برنامج إزالة المصانع في اليابان ولكن بدرجة أقل من برنامج الذي اتبعوه في ألمانيا. وكان الهدف من وراء هذه القرار السعي في تقليص مستوي المعيشة في اليابان الي ما كان سائداً ما بين 1930-1934. ومع بداية 1946 تلقت اليابان مساعدات طارئة من (GARIOA) على غِرار ما حدث في ألمانيا. إذ سُمح لوكلات الإغاثة المصرحة في آسيا بتقديم المساعدات للشعب الياباني من طعام وملابس. وفي أبريل 1947 أوصت لجنة جونستون الي الحاجة لإعادة بناء الاقتصاد الياباني نظرا لارتفاع الكلفة علي دافعي الضرائب الأمريكيين للمساعدات الطارئة المستمرة.
نبذ المجتمع الياباني الناجون من القصف الذري على هيروشيما وناجازاكي المعروفين باسم هيباكوشا (被 爆 者). ولم تُقدم حكوماتهم أي مساعدة خاصة لهم حتى سنة 1952. وفي الذكرى السنوية ال65 للقصف، بلغ مجموع الضحايا من الهجوم الأولي والوفيات اللاحقة حوالي 270,000 في هيروشيما و 150,000 في ناغازاكي. ولا يزال هناك 230 ألف من هيباكوشا على قيد الحياة حتى سنة 2010، وهناك حوالي 2200 عانى من الأمراض الناجمة عن الإشعاع حتى سنة 2007.

### فنلندا
في 1939-1940 اجتاحت الجيوش السوفييتيه فنلندا التي كانت في ذلك الوقت محايدة ولم تدخل الحرب فيما سمي بحرب الشتاء، واقتضمت بعضٍ من مناطقها. ونتيجةً لذلك انضمت فنلندا إلى ألمانيا النازية من 1941-1944، في محاولة فاشلة منها لأستعادة اراضيها من الروس. احتفظت فنلندا باستقلالها بعد الحرب، ومع ذلك ظلت خاضعة للقيود التي فرضها السوفييت في شؤونها الداخلية.

### دول البلطيق
في سنة 1940 اجتاح الاتحاد السوفيتي دول البلطيق المحايدة: استونيا ولاتفيا وليتوانيا وضمها له. ثم نفذت الحكومة السوفييتية في يونيو 1941 عملية تهجير جماعي لمن وصفتهم ب (اعداء الشعب) في البلطيق. ونتيجة لهذا الفعل، رحب الكثير من سكان تلك الدول بالغزو النازي لبلادهم والذي حدث بعد اسبوع واحد من دخول السووفيت إذ اعتبروا القوات النازيين محررين لهم من بطش السوفييت. وفي 1941 أقر ميثاق الأطلسي الذي اصدره كلاً من رئيس الوزراء البريطاني ونستون تشرشل والرئيس الأمريكي روزفلت حق تقرر المصير لكل الدول الذين حُرموا منها اثناء الحرب العالمية الثانية. لكن رئيس الوزراء البريطاني صرح لاحقا بأن الميثاق اٌسيء فهمه في محاولة منه لتلاعب في نفسيره ليُسمح للاتحاد السوفيتي بمواصلة فرض سيطرتها على دول البلطيق. وفي مارس 1944 قبلت الولايات المتحدة الأمريكية بوجهة نظر تشرشل للميثاق بأن ميثاق الأطلسي لا يُطبق على دول بحر البلطيق. ومع عودة الجيوش السوفيتية في نهاية الحرب، صعد جماعة إخوة الغابة حرب العصابات استمرت إلى منتصف عقد الخمسينات.

### الفلبين
قُدِّر عدد القتلى العسكريين والمدنيين الفلبينيين بمليون شخص لأسباب مختلفة؛ ومن بين هؤلاء تم إدراج 131028 شخصًا قتلوا في 72 جريمة حرب. ووفقًا لتحليل أجرته الولايات المتحدة بعد سنوات من الحرب، بلغت الخسائر الأمريكية 10380 قتيلاً و36550 جريحًا؛ وبلغ عدد القتلى اليابانيين 255795 قتيلاً.

### نزوح السكان

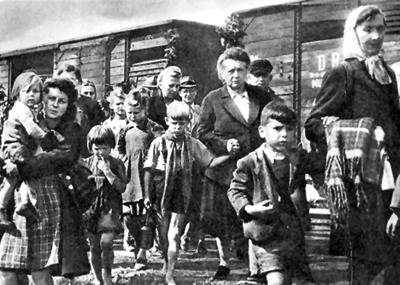
طرد الألمان من السوديت

نتيجة للحدود الجديدة التي رسمتها الدول المنتصرة، وجد عدد كبير من السكان أنفسهم فجأة وقد اصبحوا في أراضٍ معادية. حيث استولي الاتحاد السوفييتي على مناطق كانت تحت سيطرة ألمانيا وفنلندا واليابان. وعلي سبيل المثال: فقدت بولندا منطقة (كريسي) وهي تعادل حوالي نصف مساحتها قبل الحرب. في المقابل حصلت علي مناطق شرق ألمانيا الواقعة عند خط أودر-نايسه، كما حصلت علي المنطقة الصناعية في مقاطعة سيليزيا. واستلمت فرنسا ولاية سار وكانت تحت وصايتها حتي عادت الي ألمانيا. وكما هو متفق عليه في بوتسدام، تم طرد حوالي 12 مليون شخص من ألمانيا، منهم سبعة ملايين من ألمانيا نفسها وثلاثة ملايين من سوديتنلاند.
خلال الحرب قامت حكومة الولايات المتحدة الأمريكية باعتقال حوالي 110,000 من الامريكيين اليابانيين ومن اليابانيين الذين كانوا يعيشون في أمريكا علي الساحل المحيط الهادي في أعقاب الهجوم على بيرل هاربر الذي قامت به اليابان. كما فعلت كندا الشيء نفسه، إذ قامت باعتقال حوالي 22 ألف كندي ياباني، 14 ألف منهم من مواليد كندا. وبعد الحرب اختار بعض المعتقلين العودة الي اليابان في حين بقي الاغلبية في أمريكا الشمالية.

#### بولندا
طرد الاتحاد السوفييتي حوالي مليوني بولندي من شرق الحدود الجديدة القريبة من خط (خط كورزون) ولكن هذا التقدير يبقي غير دقيق، إذ لم تقم حكومة بولندا الشيوعية أو الاتحاد السوفييتي بتوثيق عدد المطرودين. ووفقا للاحصائيات البولندية الرسمية، كان عدد المواطنين البولنديين الذين يسكنون الأراضي الحدوديه (منطقة كريسي) حوالي 13 مليون نسمة قبل اندلاع الحرب العالمية الثانية. وقد تم اعتبار المواطنين البولنديين الذين قتلوا في الحرب التي نشأت علي الأراضي الحدودية البولندية (الذين قتلهم كل من النظام النازي أو السوفيتي أو طردوا إلى أجزاء بعيدة في سيبيريا) بأنهم من الروس أو الأوكرانيين أو البيلاروسيين في التأريخ السوفيتي الرسمي. ولذلك أدت هذه الحقيقة الي صعوبات إضافية في إجراء تقدير صحيح لعدد المواطنين البولنديين الذين نُقلوا بالقوة بعد الحرب من مناطقهم. كما عكس تغيير الحدود على نتائج الحرب البولندية السوفيتية 1919-1920. إذ وقعت المدن البولندية السابقة مثل لفيف تحت سيطرة جمهورية أوكرانيا الاشتراكية السوفيتية. وبالإضافة إلى نقل الاتحاد السوفيتي أكثر من مليوني شخص داخل مناطقهم؛ وشملت هذه الألمان والفنلنديين وتتار القرم والشيشان.

### الاعتداءات الجنسية خلال الاحتلال

#### في أوروبا
مع دخولها البلقان ارتكبت القوات السوفييتية عمليات اغتصاب وسرقة في عدة مناطق: في رومانيا والمجر وتشيكوسلوفاكيا ويوغوسلافيا. في حين نجا سكان بلغاريا إلى حد كبير من هذه التعديات، وربما يرجع ذلك إلى الشعور بالقرابة العرقية بين الروس والبلغار أو بسبب قيادة المارشال فيودور تولبوخين. أما أسوء تعامل فكان تعامل الروس مع سكان ألمانيا، حيث حالات الاغتصاب وقتل المدنيين كان أسوأ مما توقعته الدعاية النازية. شجع الضباط السياسيون القوات السوفيتية على الانتقام وإرهاب السكان الألمان، معتبرينها أفعالاُ للانتقام وترويع السكان الألمان. ووفقاُ لـ Hochrechnungen (التوقعات أو التقديرات) فقد «اغتصب جنود الجيش الأحمر في نهاية الحرب حوالي 1.9 مليون امرأة ألمانية». ثلثهم كان في برلين وحدها ومن قبل الجنود السوفييت، كما جرى اغتصاب أعداد كبيرة منهم عدة مرات. وتشير سجلات المستشفيات المعاصرة في برلين إلى أن ما بين 95,000 و 130,000 امرأة تعرضت للاغتصاب من قبل القوات السوفياتية. وأن حوالي 10,000 من هؤلاء النساء لقوا مصرعهم، ومعظمهم انتحار. وقد ادت هذه الأعمال الوحشية الي فرار أكثر من 4.5 مليون ألمانياً نحو الغرب. فلم يكن لدى السوفيات في البداية قوانين تضبط تعاملات الجيش الروسي مع النساء الألمان، ولكن في سنة 1947 بدأوا بعزل القوات عن السكان الألمان في محاولة لوقف حالات الاغتصاب والسرقة لعناصر الجيش، ومع ذلك لم يشارك جميع الجنود السوفيات في تلك الأنشطة.
وبالرغم ذلك نددت تقارير الخارجية بأن الافعال الوحشية المنسوبة للقوات السوفياتية كذبة وأن اللوم في حالات الاغتصاب والسرقة والقتل التي انتشرت انما قام بها لصوص ألمان انتحلوا شخصيات الجنود السوفيات. في حين بُررت تصرفات القوات السوفيتية الوحشية تجاه المدنيين الألمان بإنها ردة فعل لما قامت به القوات الألمانية إثناء الحرب تجاه المدنيين الروس. وحتى تاريخ اعلان توحيد ألمانيا، تجاهلت ألمانيا الشرقية فعليًا التصرفات الوحشية التي قام بها الجنود الروس. أما التاريخ الروسي فلا يزال يفضل تجاهلها. غالبًا ما جرى رفضت تقارير عمليات الاغتصاب الجماعي التي ارتكبتها القوات السوفيتية باعتبارها دعاية مناهضة للشيوعية أو نتيجة ثانوية طبيعية للحرب.
كما سُجلت عمليات اغتصاب قامت بها قوات الحلفاء الأخرى في أوروبا، على الرغم من أن الأغلبية ارتُكبت من قبل القوات السوفياتية. وفي رسالة إلى محرر تايم نُشرت في سبتمبر 1945، كتب رقيب في الجيش الأمريكي «لقد كان لجيشنا والجيش البريطاني نصيباً في عمليات النهب والاغتصاب ... وهذا التصرف المشين لم يكن تصرفًا عامًا لكل قواتنا، ولكن نسبة المذنبين كبيرة بما فيه الكفاية لإعطاء جيشنا اسمًا أسودًا جميلًا، فنحن أيضا نُعتَبر جيشا من المغتصبين». وقد ادت التحليلات التي قام بها روبرت ليلي للسجلات العسكرية لاستنتاج ان حوالي 14,000 حالة اغتصاب وقعت في بريطانيا فرنسا وألمانيا على يد جنود أمريكيين خلال سنوات 1942 و 1945. وافترض ليلي أن 5٪ فقط من حالات الاغتصاب من الجنود الأمريكيين جرى الإبلاغ عنها، مما يجعل 17000 حالة اغتصاب لجنود أمريكيين أمرًا محتملًا، في حين قدر المحللون أن 50٪ من حالات الاغتصاب (التي وقت السلم) جرى الإبلاغ عنها. ودعم ليلي الرقم الأقل يأنه "الفارق الحاسم" في حالات الاغتصاب العسكري في الحرب العالمية الثانية. وفقًا للمؤرخة الألمانية مريام غيبهرت، تعرضت ما يصل إلى 190,000 امرأة للاغتصاب من قبل جنود أمريكيين في ألمانيا.
وفي الحملة الإيطالية اتُهم القومير، وهم القوات الفرنسية المغربية الملحقة بقوات الحملة الفرنسية، بارتكاب جرائم اغتصاب وقتل ضد مجتمعات الفلاحين الإيطاليين، مستهدفين في الغالب النساء والفتيات المدنيات. ووُصف ضحايا هذه الأفعال في إيطاليا بأنهم ماروكينات وتعني حرفيًا «المغاربة» (أو أشخاص تعرضوا لأفعال ارتكبها المغاربة). ووفقًا لجمعيات الضحايا الإيطالية، تعرض ما مجموعه أكثر من 7000 مدني ومنهم أطفال للاغتصاب من قبل القومير.
بالمقابل ترك الجنود الألمان العديد من أطفال الحرب وراءهم في دول مثل فرنسا والدنمارك، والتي كانت محتلة لفترة طويلة. وقد عانى هؤلاء الأطفال وأمهاتهم بعد الحرب من المهانة، مثل النرويج حيث عانى "Tyskerunger" (أبناء الألمان) من تلك المهانة.

#### في اليابان
في الأسابيع الأولى من الاحتلال العسكري الأمريكي لليابان، انتشرت حالات الاغتصاب وغيرها من الجرائم العنيفة في الموانئ البحرية مثل يوكوهاما ويوكوسوكا ولكنها تراجعت بسرعة بعد فترة وجيزة. وقد سُجلت 1336 حالة اغتصاب خلال الأيام العشرة الأولى من احتلال في محافظة كاناغاوا. وقال المؤرخ توشيوكي تاناكا: أنه في يوكوهاما عاصمة الولاية كان هناك 119 حالة اغتصاب معروفة في أيلول/سبتمبر 1945. كما ذكر المؤرخان إيجي تاكيماي وروبرت ريكيتس أنه “عقِب هبوط المظليين الأمريكيين في سابورو، اندلعت موجة من النهب والعنف الجنسي والمشاجرات في حالة سُكر. لم تكن حالات الاغتصاب الجماعي والفظائع الجنسية الأخرى نادرة، وانتحرت بعض ضحايا الاغتصاب.
وسجل الجنرال روبرت إل. أيشلبيرغر قائد الجيش الثامن الأمريكي، أنه في إحدى المرات التي شكل فيها اليابانيون حرسًا ذاتيًا لحماية النساء من الجنود غير العاملين، أمر الجيش الثامن قواتهم المدرعة بالنزول إلى الشوارع واعتقال القادة، وحُكم على القادة بالسجن لفترات طويلة.
وذكر تاكيماي وريكيتس بأن أعضاء قوة احتلال الكومنولث البريطاني (BCOF) تورطوا أيضًا في عمليات اغتصاب: «إذ أشارت بائعة هوى سابقة أنه بمجرد وصول القوات الأسترالية إلى كوري بداية سنة 1946 «قاموا بسحب الفتيات إلى سيارات جيب واقتادوهن إلى الجبل ثم اغتصبوهن، كنت اسمعهم صراخهم طلباُ للمساعدة كل ليلة تقريبا». مثل هذه التصرفات كان أمراً شائعاً، ولكن جرى منع الأخبار عن النشاط الإجرامي من قبل قوات الاحتلال بسرعة».
كما كانت حالات الاغتصاب ارتكبها جنود أمريكيون في جزيرة أوكيناوا ظاهرة بارزة ايضاُ. كتب المؤرخ أوشيرو ماساياسو (المدير السابق لأرشيفات أوكيناوا التاريخية):«بعد وصول قوات المارينز الأمريكية مباشرة، وقعت جميع النساء في قرية على شبه جزيرة موتوبو بيد الجنود الأمريكيين. في ذلك الوقت لم يكن هناك سوى النساء والأطفال والمسنين في القرية، إذ جرى سحب جميع الشبان للحرب. وبعدها قام جنود المارينز بمسح القرية بأكملها، فلم يجدوا أي علامات على وجود قوات يابانية. فاستغلوا ذلك الوضع وبدأوا باصطياد النساء في وضح النهار، كما جرى سحب واصطياد كل من كانت تختبئ في القرية أو في ملاجئ الغارات جوية القريبة».
ووفقا لتوشيوكي تاناكا، تم الإبلاغ عن 76 حالة اغتصاب أو اغتصاب وقتل خلال السنوات الخمس الأولى من الاحتلال الأمريكي لأوكيناوا. إلا أنه ذكر بأن هذا الرقم قد لا يكون بالرقم الحقيقي، لأن معظم الحالات لم يبلغ عنها.

#### نساء المتعة
خلال الحرب العالمية الثانية أنشأ الجيش الياباني بيوت دعارة مليئة بنساء المتعة، وهو تعبير ملطف لـ 200 ألف فتاة وامرأة أجبرن على العبودية الجنسية للجنود اليابانيين. وفي الدول الكونفوشيوسية مثل كوريا والصين التي تعتبر الجنس قبل الزواج مخزيًا، تم تجاهل موضوع "نساء المتعة" لعقود من الزمان بعد 1945 حيث اعتُبرت الضحايا منبوذات. رفعت نساء المتعة الهولنديات قضية ناجحة أمام المحكمة العسكرية في باتافيا سنة 1948.

## توترات ما بعد الحرب

### أوروبا

التوسع السوفييتي، وتغيير حدود أوروبا الوسطى والشرقية وإنشاء الكتلة الشرقية الشيوعية بعد الحرب العالمية الثانية

بدات بوادر الخلاف والتوتر بين الحلفاء (المعسكر الغربي والاتحاد السوفيتي) تظهر قبل نهاية الحرب، عندما تبادل ستالين وروزفلت وتشرشل مراسلات ساخنة حول ما إذا كان ينبغي الاعتراف بالحكومة البولندية في المنفى، التي يدعمها روزفلت وتشرشل، أو الحكومة المؤقتة التي يدعمها ستالين. وفي النهاية نجح ستالين في فرض الحكومة المؤقته والاعتراف بها. ونتيجة لذلك شعر بعض زعماء الدول الحليفة بأن حرباً وشيكة ستقوم بين أمريكا والاتحاد الروسي. وفي 19 مايو 1945 ذهب وكيل وزارة الخارجية الأميركي جوزيف غرو إلى حد القول إنها حتمية.
وفي خطاب ألقاه تشرشل في 5 آذار-مارس 1946 في كلية ويسمنستر في فولتون (ميزوري) قال فيه: (لقد خيم ظلام على أوروبا) وذكر في الخطاب أن ستالين وضع ستارًا حديديًا بين الشرق والغرب. فرد عليه ستالين على ان التعايش بين الدول الشيوعية ودول غرب أوروبا أصبح مستحيلاً. وفي سنة 1948 ضرب الاتحاد السّوفيتي حصاراً على برلين الغربية.
ونتيجةً للتوتر المتصاعد في أوروبا والمخاوف بشأن التوسع السوفياتي، قامت الولايات المتحدة الأمريكية في عام 1949 بوضع خطة طوارئ أطلق عليها اسم (عملية إسقاط الرصاص) حيث اعتبرت هذه الخطة احتمال اندلاع حرب نووية وتقليدية مع الاتحاد السوفييتي وحلفائه لمواجهة استيلائهم على أوروبا الغربية والشرق الأدنى وأجزاء من شرق آسيا، وتوقعوا أن تبدأ سنة 1957. وسيكون الرد عليهم بقصف السوفييت بالقنابل الذرية والقنابل شديدة الانفجار، وثم غزوها واحتلال كامل روسيا. في السنوات اللاحقة وفي مساعي خفض النفقات العسكرية في مواجهة القوة التقليدية السوفياتية، قرر الرئيس دوايت أيزنهاور بأنه سيعتمد إستراتيجية الانتقام الشامل، اعتمادا على التهديد بضربة نووية أمريكية لمنع توغل الاتحاد السوفييتي غير النووية في أوروبا وأماكن أخرى. ولتحقيق هذه الاسترايجية استلزم تعزيزات كبيرة للقوات النووية الأمريكية مقابل خفض للقوة البرية والبحرية غير النووية الأمريكية. فاعتبر الاتحاد السوفييتي تلك التطورات بأنها «ابتزاز نووي».

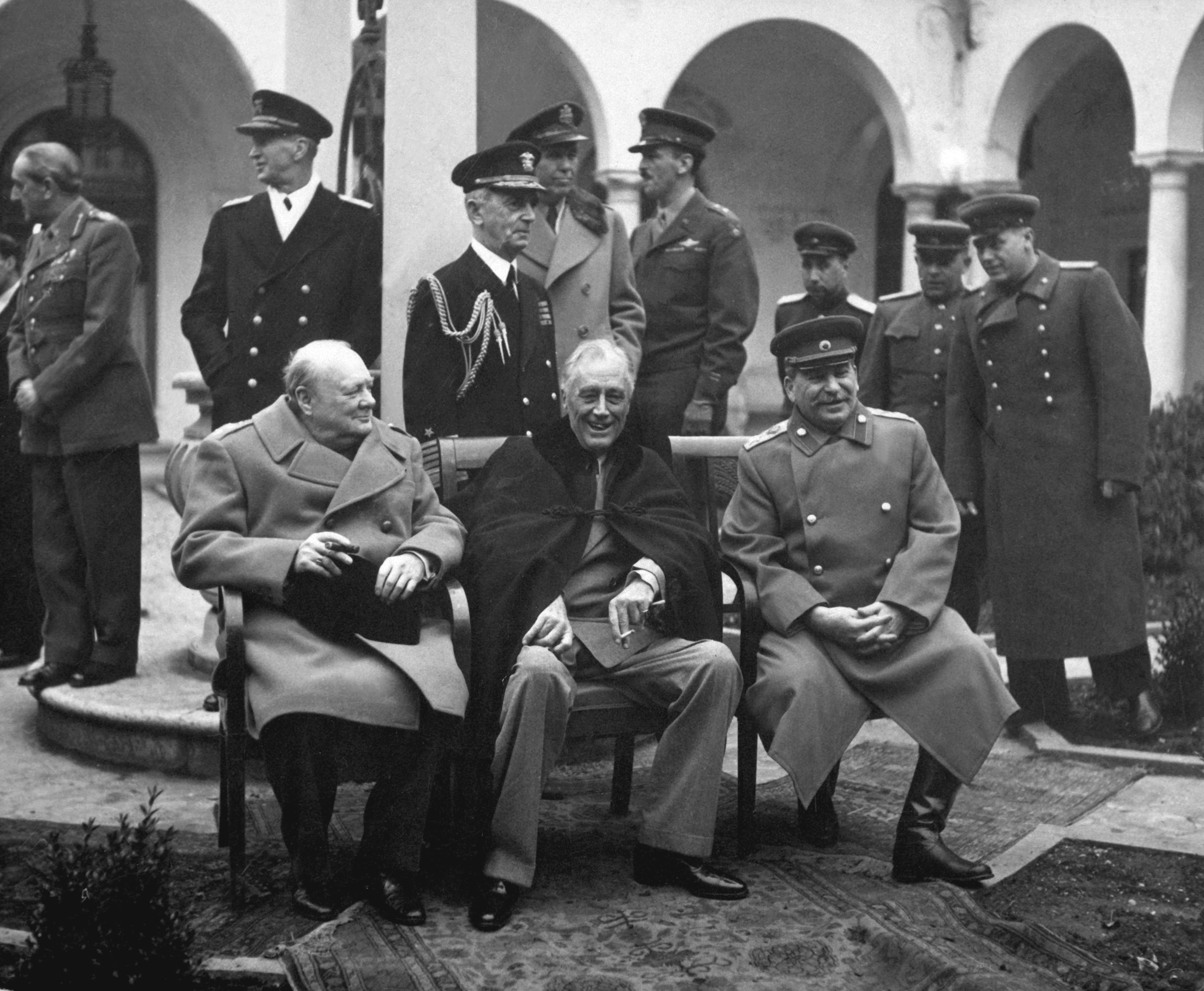
«الثلاثة الكبار» في مؤتمر يالطا: ونستون تشرشل وفرانكلين روزفلت ويوسف ستالين. لقد تغيرت العلاقات الدبلوماسية بين بلدانهم الثلاثة بشكل جذري في أعقاب الحرب العالمية الثانية.

وفي سنة 1946 اندلعت في اليونان حربًا أهلية بين القوات الملكية المدعومة من قبل الأنجلو-أمريكية والقوات التي يقودها الشيوعيون، حيث خرجت القوات الملكية منتصرة. وعلى إثر هذا الانتصار قدمت الولايات المتحدة الأمريكية مساعدات عسكرية واقتصاديه كبيرة لليونان ولتركيا المجاورة لها في محاولها منها لوقف مساعي الاتحاد السوفييتي من اختراق خط دفاع الناتو إلى الشرق الأوسط الغني بالنفط. وفي 12 مارس 1947 للحصول على دعم الكونجرس للمساعدات، وصف الرئيس ترومان المساعدات بأنها تعزز الديمقراطية دفاعًا عن العالم الحر، وهو المبدأ الذي عرف باسم مبدأ ترومان.
كما سعت الولايات المتحدة إلى تعزيز أوروبا الغربية القوية اقتصاديًا والموحدة سياسياً لمواجهة تهديدات السوفييت. وقد جرى ذلك علنًا باستخدام أدوات مثل برنامج إعادة اعمار أوروبا، الذي شجع التكامل الاقتصادي الأوروبي. ولكن برغم كل المساعي الي النهوض بالصناعة في أوروبا الغربية ، استمرت دول التحالف على خفض مستوي الصناعة الألمانية والسيطرة عليها تماما اثر القرار المُتخذ في لقاء (الهيئة الدولية للرور)، والذي تطور لاحقا ليصبح (المجموعة الأوروبية للفحم والصلب) وهو الدعامة الأساسية لـ (الاتحاد الأوروبي). كما عملت الولايات المتحدة سراً على تعزيز التكامل الأوروبي، على سبيل المثال استخدام اللجنة الأميركية لأوروبا الموحدة لتوجيه الأموال إلى الحركات الفدرالية الأوروبية. ولضمان قدرة أوروبا الغربية على الصمود في وجه التهديد العسكري السوفييتي، تأسس اتحاد أوروبا الغربية سنة 1948 وحلف شمال الأطلسي سنة 1949. وقد صرح أول أمين عام لحلف شمال الأطلسي اللورد إسماي بأن هدف المنظمة هو «إبقاء الروس في الخارج والأميركيين في الداخل والألمان تحت السيطرة». ولكن في غياب القوة البشرية والإنتاج الصناعي لألمانيا الغربية، لم يكن لأي دفاع تقليدي عن أوروبا الغربية أي أمل في النجاح. ولعلاج هذا سعت الولايات المتحدة في 1950 إلى تعزيز المجتمع الدفاعي الأوروبي، الذي كان سيشمل ألمانيا الغربية المعاد تسليحها. ولكن المحاولة باءت بالفشل عندما رفضها البرلمان الفرنسي. وفي التاسع من مايو/أيار 1955، وللتعويض جرى قبول ألمانيا الغربية في حلف شمال الأطلسي؛ وكانت النتيجة المباشرة هو إنشاء حلف وارسو بعد خمسة أيام.
وشهدت الحرب الباردة أيضا إنشاء منظمات للدعاية والتجسس مثل:إذاعة أوروبا الحرة وقسم أبحاث المعلومات ومنظمة جيلين ووكالة الاستخبارات المركزية ووحدة النشاطات الخاصة ووزارة أمن الدولة، فضلاً عن التطرف وانتشار العديد من المنظمات الإرهابية اليسارية واليمينية المتطرفة في دول أوروبا الغربية (إيطاليا وفرنسا وألمانيا الغربية وبلجيكا وإسبانيا الفرانكوية وهولندا)، وتأثيرها على شمال وجنوب شرق أوروبا.

### آسيا

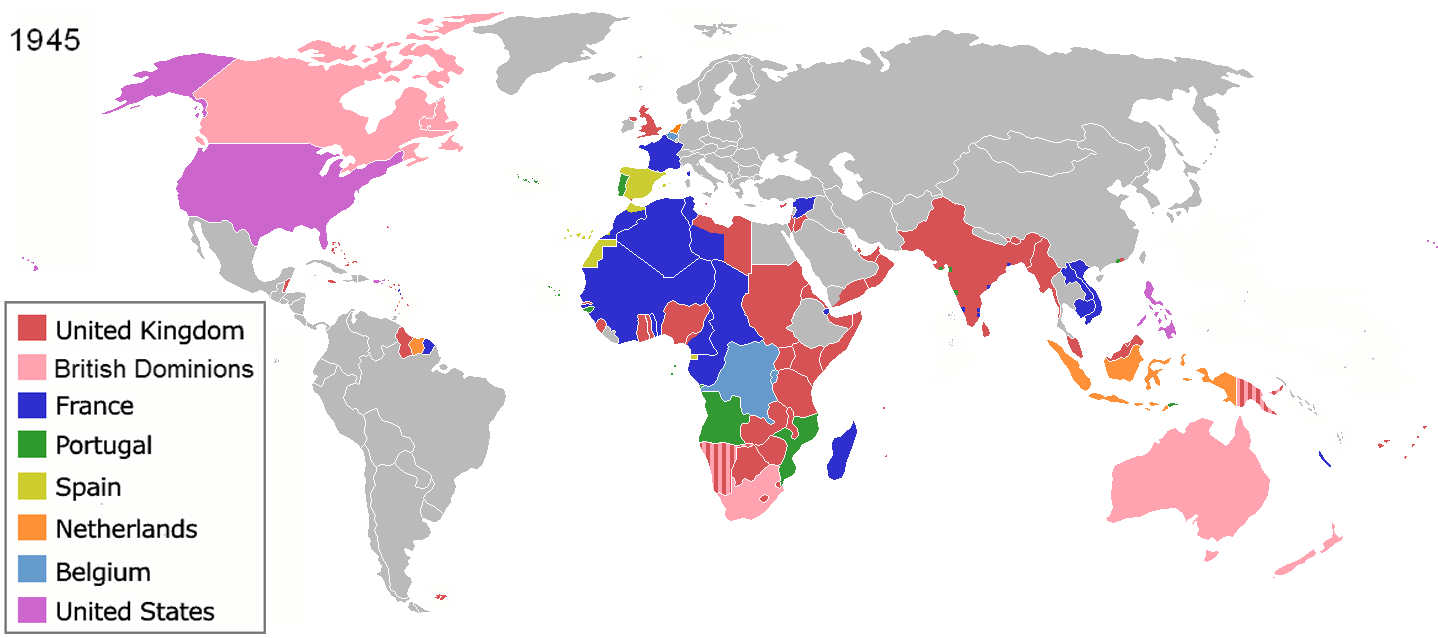
خريطة الاستعمار العالمي في نهاية الحرب العالمية الثانية سنة 1945

في آسيا تعقدت عملية استسلام القوات اليابانية بسبب الانقسام بين الشرق والغرب وكذلك بسبب الحركة نحو تقرير المصير الوطني في الأراضي الاستعمارية الأوروبية.

#### الهند
أدت قرارات إنهاء استعمار الهند البريطانية إلى اتفاق إلى تقسيم البلاد على أسس دينية إلى منطقتين مستقلتين: الهند وباكستان. أدى التقسيم إلى عنف طائفي ونزوح جماعي للسكان. غالبًا ما يوصف بأنه أكبر هجرة بشرية جماعية وواحدة من أكبر أزمات اللاجئين في التاريخ.

#### الصين

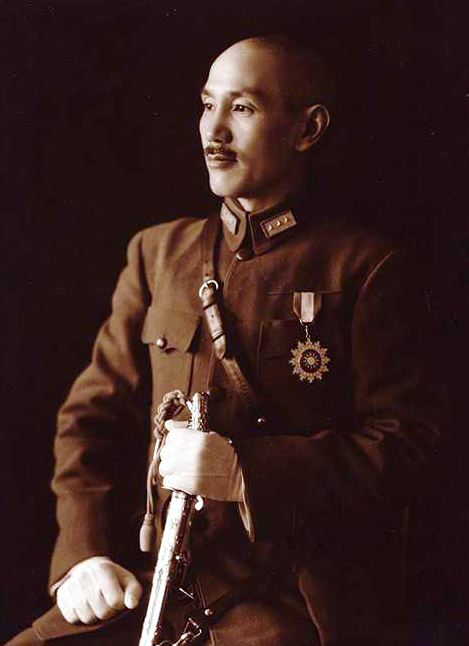
الجنرال شيانج كاي شيك، زعيم القوميين الصينيين الكومينتانغ.

كما تم الاتفاق عليه في مؤتمر يالطا، أعلن الاتحاد السوفييتي الحرب على اليابان. غزت القوات السوفييتية منشوريا مما أدى إلى انهيار حكومة مانشوكو وطرد جميع المستوطنين اليابانيين من الدولة العميلة. وقام الاتحاد السوفييتي بتفكيك القاعدة الصناعية في منشوريا التي بناها اليابانيون، وأصبحت بعد ذلك قاعدة للقوات الشيوعية الصينية بسبب خضوع المنطقة للاحتلال السوفييتي.
بعد نهاية الحرب، استأنف حزب الكومينتانغ (بقيادة الجنرال شيانج كاي شيك) والقوات الشيوعية الصينية القتال فيما بينهما، وكانا قد علقاه مؤقتًا من أجل محاربة اليابان. أدى القتال ضد المحتلين اليابانيين إلى تعزيز الدعم الشعبي بين الشعب الصيني للقوات الشيوعية بينما أضعف الكومينتانغ، مما أدى إلى استنزاف قوته في محاربتهم. اندلعت حرب شاملة بين الكومينتانغ والشيوعيون في يونيو 1946. وعلى الرغم من دعم الولايات المتحدة للكومينتانغ، إلا أن الانتصار كان حليف القوات الشيوعية التي أنشأت جمهورية الصين الشعبية على البر الرئيسي. تراجعت قوات الكومينتانغ إلى جزيرة تايوان في عام 1949 حيث أسست جمهورية الصين. أدي ذلك الانسحاب الي توقف العداء بينهما بشكل ملحوظ سنة 1950. بعد انتصار الحزب الشيوعي في الصين، تخلى الاتحاد السوفييتي عن المطالبة بتأسيس قاعدة عسكرية سوفيتية في الصين – وفقا لما تم الاتفاق عليه مع دول التحالف اثناء الحرب. ولم تمر هزيمة الحزب الصيني المدعوم من قبل الولايات المتحده دون اثارة تسألات ونقاشات في أمريكا عمن كان السبب في الحكومة الأمريكية وراء هذه الهزيمة. وعُرفت هذا المناقشات ب (من فقد الصين).
بينما توقفت الأعمال العدائية الواسعة توقفًا شبه كامل سنة 1950، وإن وقعت اشتباكات متقطعة بين الطرفين من 1950 - 1979. وقد أعلنت تايوان من جانب واحد انتهاء الحرب الأهلية سنة 1991، ولكن لم يتم توقيع معاهدة سلام رسمية أو هدنة، ولا تزال تعتبر جمهورية الصين الشعبية تايوان رسميًا مقاطعة منشقة تنتمي إليها.
كان اندلاع الحرب الكورية بعد بضعة أشهر من انتهاء الحرب الأهلية الصينية واستمرار دعم الولايات المتحدة للحزب القومي الصيني السببين الرئيسيين اللذين منع جمهورية الصين الشعبية من غزو تايوان.

#### كوريا

تطور الحدود بين الكوريتين، من يالطا حيث خط التقسيم 38 بين الاتحاد السوفييتي والولايات المتحدة إلى حالة الجمود التي حدثت سنة 1953 وانتهت رسميًا في عام 2018 على يد كيم جونغ أون الكوري الشمالي ومون جاي إن الكوري الجنوبي.

خضعت كوريا للحكم الياباني، ثم احتلها الجيش الأحمر جزئيًا بعد دخول الاتحاد السوفييتي الحرب ضد اليابان، وفي مؤتمر يالطا، اتفق الحلفاء على وضع كامل كوريا بعد الحرب تحت وصاية متعددة الجنسيات من أربع قوى. وبعد استسلام اليابان تم تعديل الاتفاق السابق من خلال ما عُرف (باللجنة الروسية الأمريكية المشتركة) التي ستسمح لهما بإدارة شؤؤون شبه جزيرة كوريا لمده 4 سنوات ثم تحصل على الاستقلال. وطبقا لهذا الاتفاق يخضع الجزء الشمالي من كوريا لسيطرة السوفييت، ويخضع الجزء الجنوبي لامريكا، ويكون خط عرض 38 هو الخط الفاصل بين الكوريتين بناءً على أوامر وزارة الحرب الأمريكية. تبعاَ لذلك التقسيم شُكلت في جنوب كوريا الحكومة العسكرية الأمريكية واتخذت مدينة سيئول عاصمة لها. كما قام القائد الأمريكي العام جون ر. هودج بأعادة عدد كبير من الاداريين اليابانين ومساعديهم الكوريين للعمل في الحكومة الناشئه.
أما في الشمال، فقد قامت الإدارة السوفييتية بنزع السلاح وتسريح المقاتلين الوطنيين الكوريين العائدين الذين قاتلوا إلى جانب القوميين الصينيين ضد اليابانيين في منشوريا خلال الحرب العالمية الثانية. وفي الوقت نفسه سمح السوفيت بإمداد الأسلحة الثقيلة للقوى المؤيدة للشيوعية في كوريا الشمالية. وبرغم كون خط عرض 38 خطاُ عسكرياُ إلا أنه تحول فيما بعد إلى خط سياسي سنة 1949 إثر ظهور جمهوريتين مستقليتين على جانبي الخط – كل حكومة موالية لايدولوجيات السياسية للقوى الاحتلال-. ونتيجة لظهور حكومتين مختلفتين أيدولوجيا إدعت كل واحدة منهما أنها الحكومة الشرعية لكوريا. وبلغ ذروة الصراع بينهما بأن اجتاحت كوريا الشمالية جارتها الجنوبية مُعلنة بذلك قيام حرب أهلية بعد سنتين من هذا الحادث.

#### شبه جزيرة الملايو
اندلعت الاضطرابات العُمالية والمدنية في مستعمرة مالايا البريطانية سنة 1946 ما أدى إلى اعلان حالة الطوارئ من قبل السلطات الاستعمارية سنة 1948 مع اندلاع أعمال عنف. وبعدها تدهورت الأوضاع في شبه الجزيرة إلى تمرد شامل ضد الاستعمار، أو حرب تحرير وطنية ضد البريطانيين،-كما أشار المتمردون إليها- بقيادة جيش التحرير الوطني الماليزي وهو الجناح العسكري الحزب الشيوعي المالايوي. استمرت حالة الطوارئ في شبه جزيرة ملايو 12 عامًا، حتى انتهت سنة 1960. وفي سنة 1967 أعاد الزعيم الشيوعي تشين بينغ استئناف الأعمال العدائية ضد المستعمرين وبلغ ذروتها في حالة طوارئ ثانية التي استمرت حتى سنة 1989.

#### الهند الصينية الفرنسية (فيتنام ولاوس وكمبوديا)

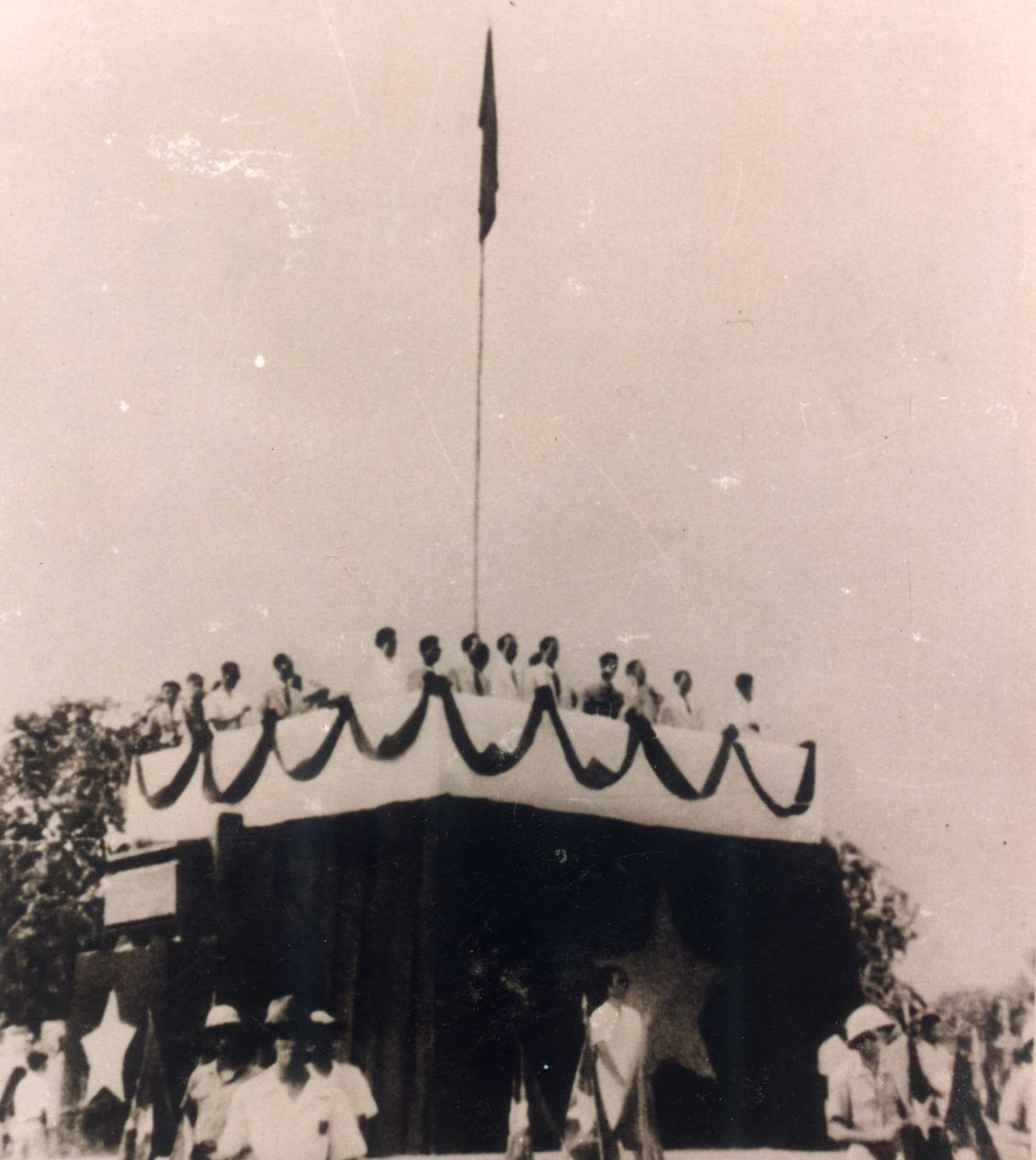
هو تشي منه يعلن استقلال جمهورية فيتنام الديمقراطية عن الهند الصينية الفرنسية في ساحة با دينه، سبتمبر 1945

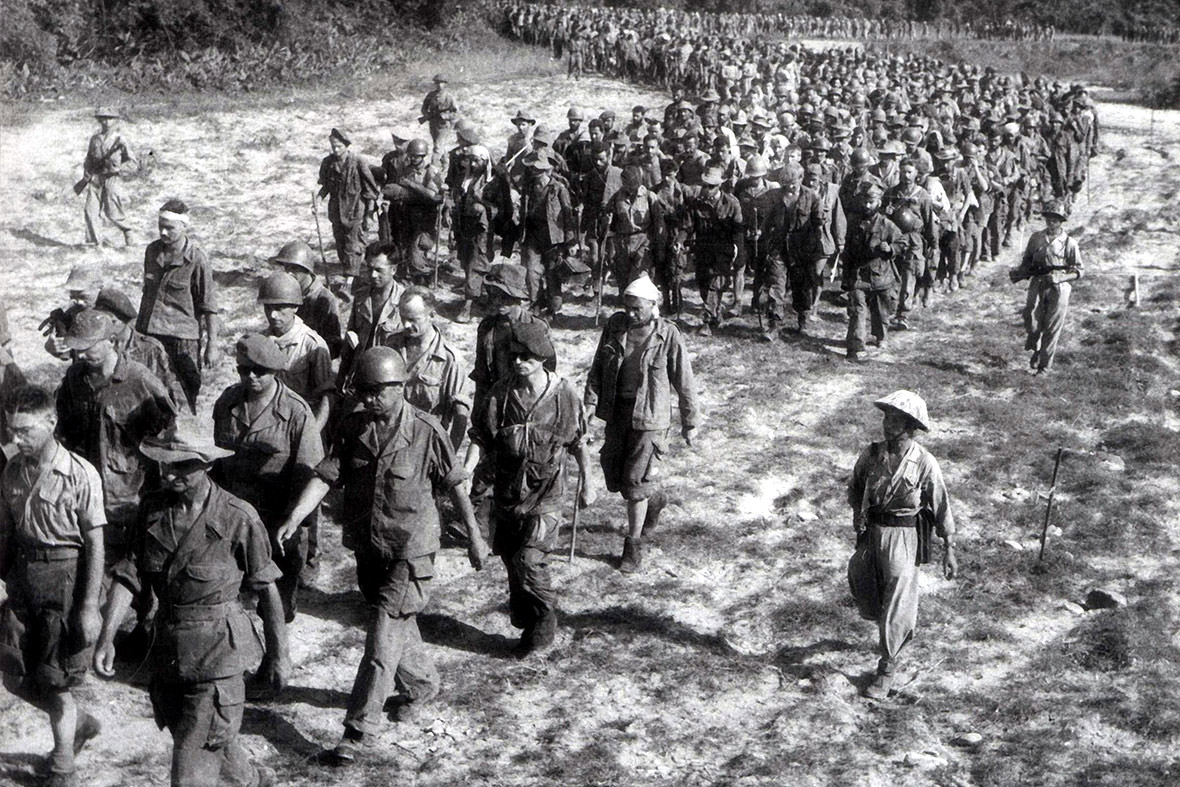
جنود فرنسيون أسروا في معركة ديان بيان فو، برفقة قوات فيت مين، 1954

مهدت أحداث الحرب العالمية الثانية في مستعمرة الهند الصينية الفرنسية (التي تتألف من الدول الحديثة فيتنام ولاوس وكمبوديا) الطريق للحرب الهند الصينية الأولى التي قادت بدورها إلى حرب فيتنام.
خلال الحرب العالمية الثانية، تعاونت السلطات الاستعمارية المتحالفة مع فرنسا الفيشية مع الغزاة اليابانيين. تم تشكيل الجبهة المشتركة التي يسيطر عليها الشيوعيون فيت مينه (بدعم من الحلفاء) بين الفيتناميين في المستعمرة سنة 1941 للقتال من أجل استقلال فيتنام ضد القوى اليابانية والفرنسية قبل الحرب. وبعد المجاعة الفيتنامية سنة 1945 ازداد الدعم لفيت مينه فأعلنت الجبهة تمردها، فنهبت مستودعات الأرز وحثت الفيتناميين على رفض دفع الضرائب. وعندما استسلمت اليابان في أغسطس نشأ فراغ سياسي في المنطقة، فاستولت فيت مين على السلطة في ثورة أغسطس معلنة جمهورية فيتنام الديمقراطية. ولكن رد الحلفاء (ومعهم الاتحاد السوفييتي) بأن المنطقة تلك تابعة للفرنسيين. فتحركت القوات الصينية من الشمال والقوات البريطانية من الجنوب (حيث لم يتمكن الفرنسيون من القيام بذلك على الفور) ثم سلموا السلطة للفرنسيين، وهي العملية التي اكتملت بحلول مارس 1946. فشلت محاولات دمج جمهورية فيتنام الديمقراطية مع الحكم الفرنسي لرفض حركة فيت مين الحكم الفرنسي. فاندلعت حرب الهند الصينية الأولى من نفس العام (نظمت حركة فيت مين جبهات مشتركة لمحاربة الفرنسيين في لاوس وكمبوديا). وبالنهاية اعترفت فرنسا في مارس 1949 باستقلال فيتنام داخل الاتحاد الفرنسي ومنحتها تدريجيًا الحكم الذاتي لمواجهة الشيوعيين في السياق الدولي لإنهاء الاستعمار.
انتهت الحرب الهند الصينية الأولى سنة 1954 مع الانسحاب الفرنسي وتقسيم الفيتنام، والذي كان يُفترض ان يكون تقسيماً مؤقتاً حتى تُعقد الانتخابات. شكل الجزء الشمالي «جمهورية فيتنام الديمقراطية» بينما شكل الجزء الجنوبي «جمهورية منفصلة» تحت سيطرة (نغو دينه ديم) المدعوم من الولايات المتحدة والذي رفض اجراء انتخابات. فقام الحزب الشيوعى في الجنوب بتشكيل الجبهة الوطنية الموحدة المسماة (الجبهة الوطنية لتحرير جنوب فيتنام فيت كونغ) للقتال من اجل توحيد البلدين في ظل «جمهورية فيتنام الديمقراطية»، وكان اعلاناً لحرب فيتنام والتي انتهت بالاستيلاء على الجنوب في 1975.

#### جزر الهند الشرقية الهولندية (إندونيسيا)

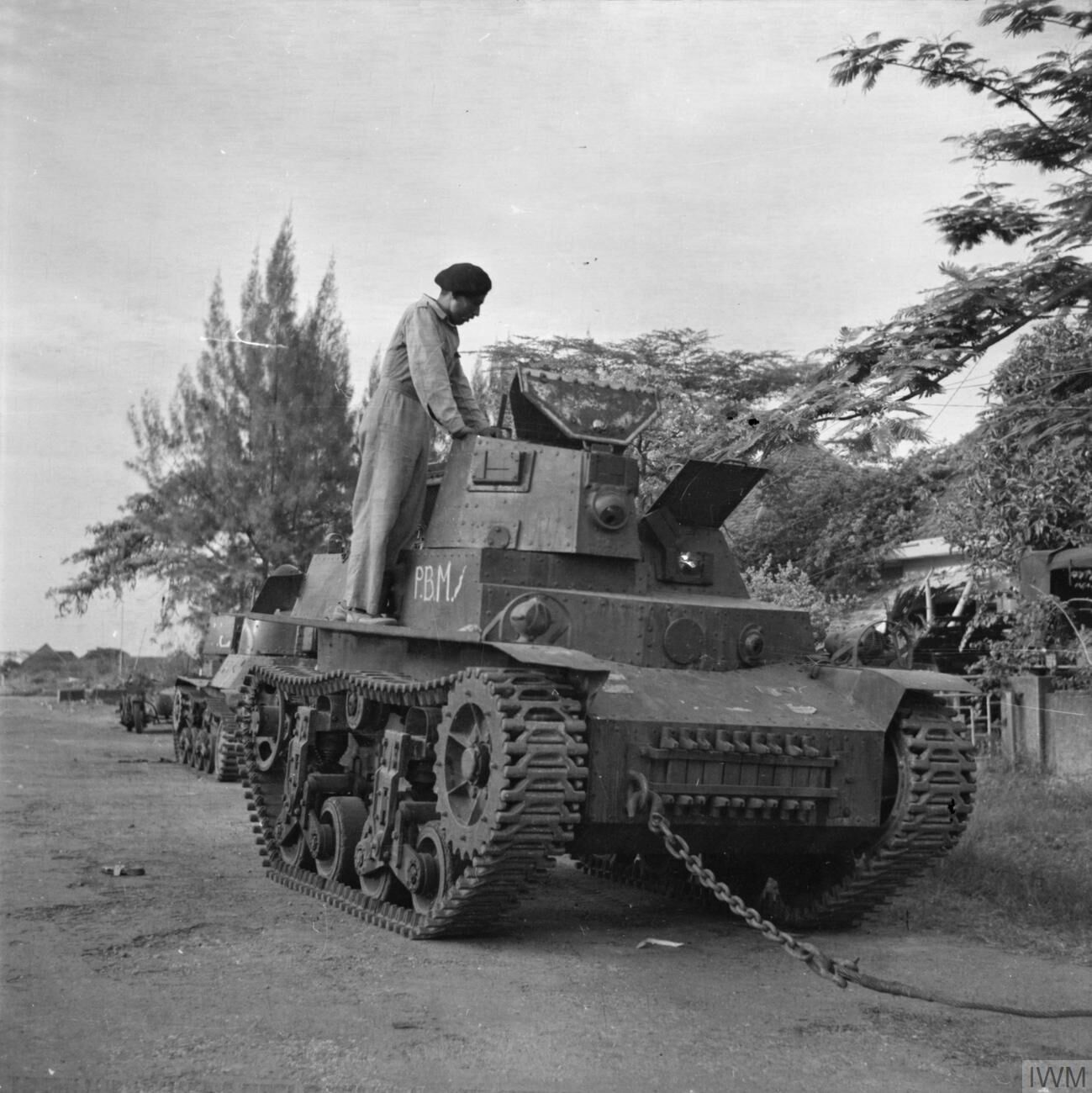
جندي من فوج مدرع هندي يفحص دبابة خفيفة استخدمها القوميون الإندونيسيون واستولت عليها القوات البريطانية أثناء القتال في سورابايا.

اجتاحت اليابان جزر الهند الشرقية الهولندية واحتلتها خلال الحرب، وأدارت الدولة مكان الاستعمار الهولندي. وبرغم أن اليابانيين كانوا يشغلون المناصب العليا، إلا أن احتجازهم جميع المواطنين الهولنديين مكن الإندونيسيين أن يشغلوا مناصب قيادية وإدارية كثيرة. وعقب الاستسلام الياباني في آب/أغسطس 1945 أعلن الزعيمان الوطنيان سوكارنو ومحمد حاتا استقلال إندونيسيا. وتبع ذلك نضال دام أربع سنوات ونصف عندما حاول الهولنديون إعادة بناء مستعمرتهم، وذلك باستخدام جزء كبير من مساعدات المقدمة لهم من خطة مارشال لتحقيق هذه الغاية. وقد ساعدت القوات البريطانية بشكل مباشر الهولنديين الذين سعوا إلى إعادة تأسيس الهيمنة الاستعمارية في آسيا. كما ابقت المملكة المتحدة ب 35 ألف شخص ياباني من الذين استسلموا تحت السلاح لمحاربة الاندونيسيين.
وعلى الرغم من أن القوات الهولندية تمكنت من احتلال معظم أراضي إندونيسيا، إلا أن ذلك أعقبه حرب العصابات دعمه غالبية الإندونيسيين مما ضمن الاستقلال، وفي النهاية فضل الرأي العام الدولي الاستقلال. وفي ديسمبر 1949 اعترفت هولندا رسميًا بالسيادة الإندونيسية.

### العمليات السرية والتجسس

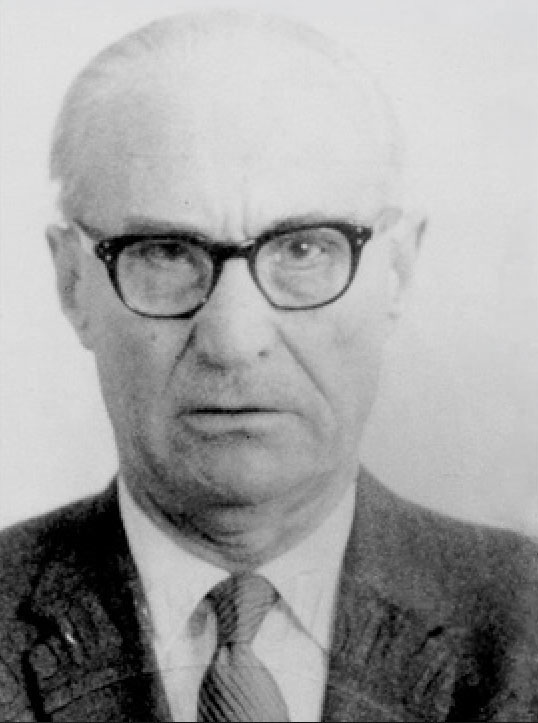
ألكسندراس ليليكيس قائد وحدة ليتواني متعاون أشرف على قتل يهود في ليتوانيا، عمل لاحقًا لصالح وكالة المخابرات المركزية الأمريكية.

تصاعدت العمليات السرية البريطانية في دول بحر البلطيق بعد الحرب، والتي كانت قد بدأت في 1944 ضد النازيين. وفي عملية الادغال التي تزامنت مع بداية الحرب البارده، قامت المخابرات السرية (MI6) بتجنيد وتدريب الاستونيين واللاتفيين والليتوانيين للعمل السري في دول البلطيق بين 1948 و 1955. ضمت زعماء العملية: ألفونس ريبان وستاسيس ديمانتاس وريدولفس سيلاراجس. تم نقل العملاء تحت غطاء «خدمة حماية مصائد الأسماك في البلطيق البريطانية». أنطلقوا من الجزء ألماني الذي كان تحتله بريطانيا، وذلك باستخدام مقاتلة الحرب العالمية الثانية E-بوت بقيادة طاقم من أعضاء سابقين في البحرية الألمانية وقت الحرب. كما قامت المخابرات البريطانية بتدريب ونقل عملاء مناهضين للشيوعية إلى الاتحاد السوفييتي عبر الحدود الفنلندية، مع أوامر باغتيال المسؤولين السوفيات. وفي النهاية سمحت الاستخبارات المضادة بزعامة كيم فيلبي لجهاز المخابرات السوفييتي من اختراق كامل شبكة المخابرات (MI6) في دول البلطيق والسيطرة عليها في نهاية المطاف.
ولكن بعد ذلك أضرت فيتنام والشرق الأوسط بسمعة الولايات المتحدة التي اكتسبتها خلال نجاحاتها في أوروبا.
اعتقد جهاز المخابرات السوفييتي أن العالم الثالث وليس أوروبا هو الساحة التي يمكنه الفوز فيها بالحرب الباردة. وفي السنوات اللاحقة عملت موسكو على تعزيز تسليحها في إفريقيا. وفي السنوات اللاحقة غالبًا ما أصبحت الدول الإفريقية الوكلاء في الحرب الباردة "دولًا فاشلة" بحد ذاتها.
ذكرت صحيفة نيويورك تايمز في سنة 2014 أن "وكالة الاستخبارات المركزية وغيرها من وكالات الولايات المتحدة وظفت في العقود التي أعقبت الحرب العالمية الثانية ما لا يقل عن ألف نازي ليكونوا جواسيس ومخبرين في الحرب الباردة، وحتى التسعينيات من القرن العشرين أخفت الحكومة ارتباطها ببعض الأشخاص الذين ما زالوا يعيشون في أمريكا وفقًا لسجلات ومقابلات تسربت حديثًا". وفقًا لتيموثي نفتالي:«لم يكن الاهتمام الرئيسي لوكالة الاستخبارات المركزية [في تجنيد المتعاونين النازيين السابقين] هو مدى ذنب المجرم بقدر هو احتمال بقاء ماضي العميل الإجرامي سراً».:365

### توظيف علماء الأعداء السابقين

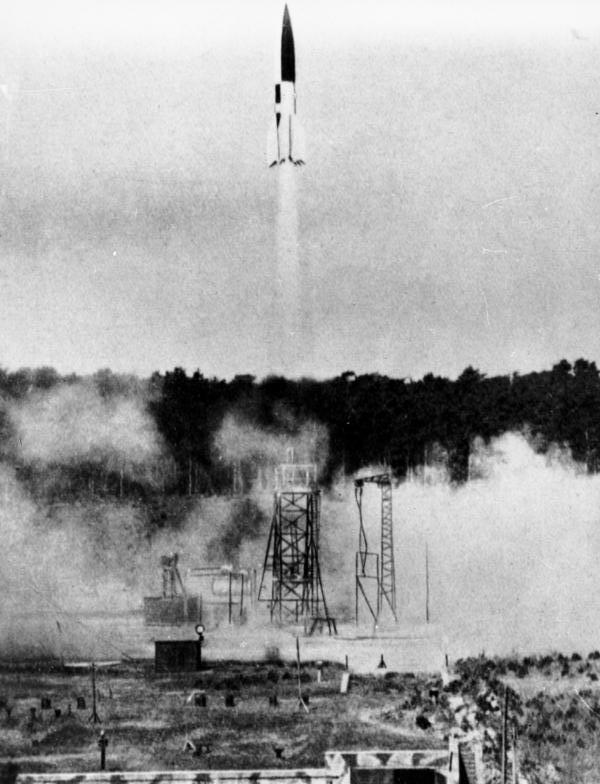
إطلاق الصاروخ V-2 في بينامونده على ساحل بحر البلطيق الألماني (1943).

عندما بدأت الانقسامات في أوروبا بالظهور، خففت برامج جرائم الحرب وسياسات اجتثاث النازية من بريطانيا والولايات المتحدة لصالح توظيف العلماء الألمان، وخاصة علماء الصواريخ النووية والبعيدة المدى. وكان العديد من هؤلاء قبل أسرهم قد عملوا على تطوير الصاروخ الألماني V-2 بعيد المدى في مركز أبحاث الجيش الألماني في بينامونده على ساحل البلطيق. وطولب ضباط قوات الاحتلال الحلفاء الغربية في ألمانيا برفض التعاون مع السوفييت في مشاركة معلومات الأسلحة السرية التي جرى الاستيلاء عليها زمن الحرب، وخاصة فيما يتعلق بتكنولوجيا الطيران الألمانية المتقدمة والأفراد، إذ أرسل البريطانيون (بعثة فدين) إلى ألمانيا للاتصال بمراكز تكنولوجيا الطيران والموظفين الرئيسيين، بالتوازي مع عملية «Operation LUSTY» للولايات المتحدة الخاص بجلب تكنولوجيا الطيران واستعادة المعرفة.
في عملية مشبك الورق التي بدأت في 1945 جلبت الولايات المتحدة 1600 من العلماء والفنيين الألمان، ليكون جزء من التعويضات الفكرية المستحقة للولايات المتحدة والمملكة المتحدة، ومنها حوالي 10 مليارات دولار (133 مليار دولار في 2024) في براءات الاختراع والعمليات الصناعية. وفي نهاية 1945 وصلت ثلاث مجموعات من علماء الصواريخ الألمان إلى الولايات المتحدة للخدمة في فورت بليس بولاية تكساس، وفي وايت ساندز بروفيدينغز بولاية نيو مكسيكو ليكونوا «موظفين خاصين في وزارة الحرب». وقد جرى لاحقًا التحقيق في أنشطة بعض علماء عملية مشبك الورق في زمن الحرب. غادر آرثر رودولف الولايات المتحدة سنة 1984 حتى لا تتم مقاضاته. وبالمثل عاد جورج ريكهاي الذي قدم الولايات المتحدة في إطار عملية مشبك الورق في 1946 إلى ألمانيا لمحاكمته في محاكمة جرائم الحرب في ميتلباو دورا سنة 1947. وبعد تبرئته عاد إلى الولايات المتحدة سنة 1948 حيث أصبح مواطنًا أمريكيًا.
بدأ السوفييت عملية أسوأفياخيم سنة 1946. إذ قامت المفوضية الشعبية للشؤون الداخلية ووحدات من الجيش السوفييتي بترحيل الآلاف من المتخصصين التقنيين العسكريين من منطقة الاحتلال السوفيتي في ألمانيا بعد الحرب إلى الاتحاد السوفياتي. واستخدم السوفيت 92 قطارا لنقل المتخصصين وعائلاتهم وهم حوالي 10,000-15,000 شخص، كما جرى نقل الكثير من المعدات ذات الصلة. والهدف هو نقل مراكز البحث والإنتاج، مثل مركز للصواريخ V-2 المتحركة في ميتلويرك نوردهاوزن من ألمانيا إلى الاتحاد السوفياتي. ومن بين الأشخاص الذين انتقلوا هم هلموت غروتروب وحوالي مائتي عالم وفني من ميتلويرك. كما تم أخذ الموظفين من مجموعة AEG ومجموعة الدفعات النفاثة من طراز ستاسفورت بي إم دبليو، وأعمال ليونا الكيميائية لشركة إي غه فاربن ويونكرز وشوت أغ وزيبل وتليفونكن وكارل زايس أي جي. وقاد عملية أسوأفياخيم نائب الكولونيل جنرال سيروف، خارج سيطرة الإدارة العسكرية السوفياتية المحلية. وكان السبب الرئيسي للعملية هو الخوف السوفيتي من إدانته لعدم الامتثال لاتفاقيات مجلس مراقبة الحلفاء بشأن تصفية المنشآت العسكرية الألمانية. واعتقد بعض المراقبين الغربيين أن عملية أسوأفياخيم كانت انتقاما لفشل حزب الوحدة الاشتراكية في الانتخابات، مع إن العملية كان مخططا لها قبل ذلك.

## نهاية عصبة الأمم وتأسيس الأمم المتحدة

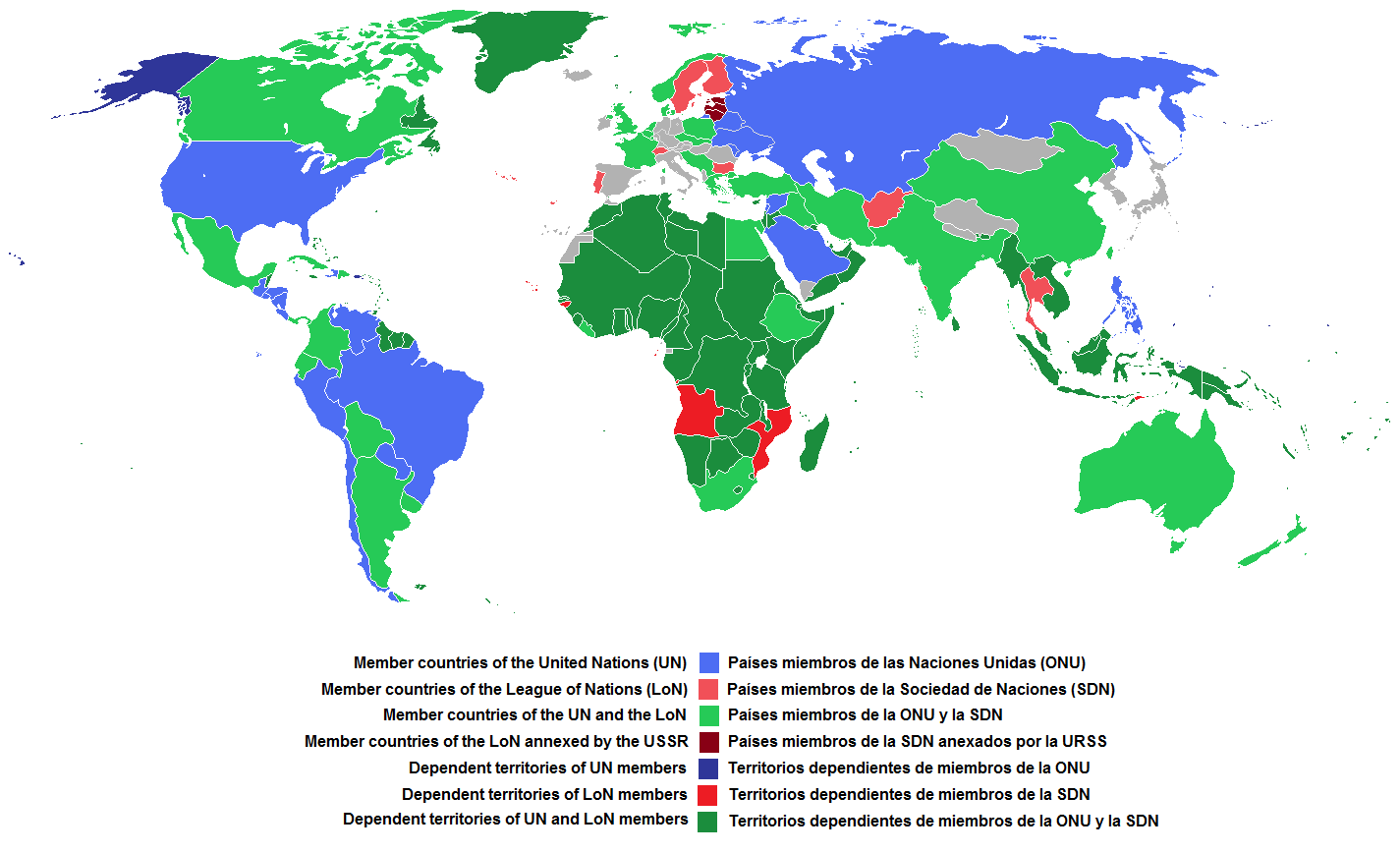
خريطة العالم تظهر الدول الأعضاء في الأمم المتحدة (باللونين الأخضر والأزرق) والدول الأعضاء في عصبة الأمم (باللونين الأخضر والأحمر) في 18 أبريل 1946، عندما توقفت عصبة الأمم عن الوجود.

شكل الحلفاء (الأمم المتحدة) كونها نتيجة طبيعية من نتائج الحرب، وكونها محاولة للحفاظ على السلم الدولي، وقد دخلت حيز الوجود رسميا في 24 أكتوبر 1945. وحلت محل (عصبة الأمم) لتكون منظمة حكومية دولية. وقد حلت العصبة رسميا في 20 أبريل 1946، مع أنها كانت متوقفة فعليًا عن العمل منذ 1939، بعد أن فشلت في وقف اندلاع الحرب العالمية الثانية. وورثت الأمم المتحدة منظمة العمل الدولية من العصبة. وأصبحت الأقاليم التي كانت تخضع لانتداب عصبة الأمم، ومعظمها أقاليم تغير انتدابها في الحرب العالمية الأولى، أقاليم تحت وصاية الأمم المتحدة، باستثناء جنوب غرب أفريقيا التي خضعت لأحكام الأنتداب الأصلية، وباعتبارها وريثة عصبة الأمم حتى استقلالها. أما مدينة دانتسيغ الحرة وهي دولة مدينة شبه مستقلة كانت تحت اشراف عصبة الأمم جزئيا، أصبحت الآن جزءا من بولندا.
واعتمدت الأمم المتحدة الإعلان العالمي لحقوق الإنسان في سنة 1948 «لتكون معيار مشترك للإنجاز لجميع الشعوب وجميع الأمم». وامتنع الاتحاد السوفياتي عن التصويت على اعتماد الإعلان. لم تصادق الولايات المتحدة على أقسام الحقوق الاجتماعية والاقتصادية.
وقد نالت قوى الخمس الكبرى للحلفاء العضوية الدائمة في مجلس الامن الدولي. ولهم حق النقض على أي قرار مجلس الأمن التابع للأمم المتحدة، وهي قرارات الأمم المتحدة الوحيدة الملزمة وفقا للقانون الدولي. والقوى الخمس وقت تأسيسها هي: الولايات المتحدة الأمريكية والمملكة المتحدة وفرنسا والاتحاد السوفياتي وجمهورية الصين. خسرت جمهورية الصين في الحرب الأهلية الصينية وتراجعت إلى جزيرة تايوان سنة 1950، ولكنها ظلت عضوا دائما في المجلس رغم أن الدولة الواقعية التي تسيطر على الصين هي جمهورية الصين الشعبية. وقد تغير هذا في 1971 عندما أُعطيت جمهورية الصين الشعبية العضوية الدائمة التي كانت تحتفظ بها جمهورية الصين سابقا. وورثت روسيا العضوية الدائمة في الاتحاد السوفياتي في سنة 1991 بعد حل الأتحاد.

## النزاعات التي لم يتم حلها

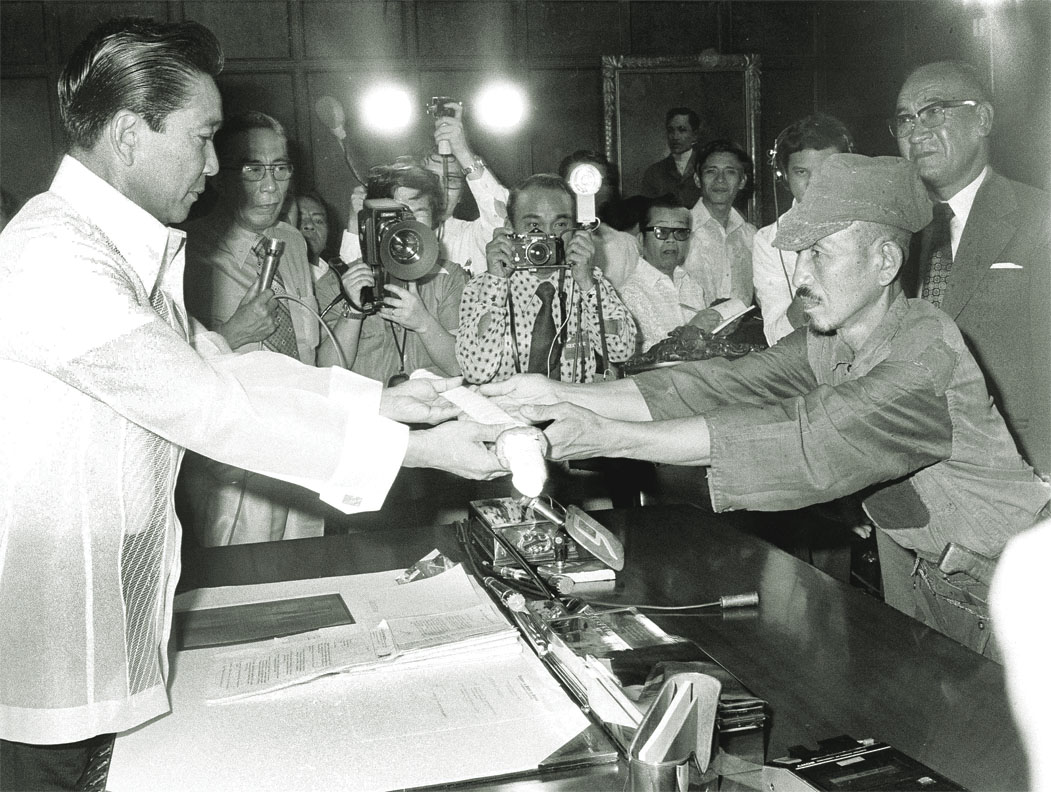
الجندي الياباني هيرو أونودا يعطي سيفه العسكري إلى الرئيس الفلبيني فرديناند ماركوس يوم استسلامه 11 مارس 1974

استمر المتمردين اليابانيين في مختلف الجزر في مسرح المحيط الهادئ حتى سنة 1974. على الرغم من أن جميع الأعمال العدائية قد جرى حلها، لم يتم توقيع معاهدة سلام بين اليابان وروسيا بسبب نزاع جزر الكوريل.

## الآثار الاقتصادية
مع نهاية الحرب انهار الاقتصاد الأوروبي بتدمير ما يقرب من 70٪ من بنيته التحتية الصناعية. وفي الاتحاد السوفيتي جرى تدمير كامل أو جزئي ل 1710 مدينة وبلدة، و 70,000 قرية، و 31,850 منشأة صناعية. وتفاوتت قوة الانتعاش الاقتصادي بعد الحرب في جميع أنحاء العالم، وإن كانت عموما قوية جدا، وبالذات في الولايات المتحدة. أما في أوروبا وتحديداُ ألمانيا الغربية بعد أن استمرت في التدهور الاقتصادي في السنوات الأولى من الاحتلال الحلفاء لها،إلا أنها شهدت بعدها انتعاشا ملحوظا. ومع نهاية الخمسينات من القرن العشرين تضاعف الإنتاج عن مستويات ما قبل الحرب. وخرجت إيطاليا من الحرب في حالة اقتصادية سيئة، ولكن بدأ اقتصادها في الخمسينات بالاستقرار والنمو المرتفع. أما الاقتصاد الفرنسي فقد انتعش بسرعة وتمتع بنمو اقتصادي سريع ومحدث في إطار خطة مونيه. وعلى النقيض من ذلك كانت المملكة المتحدة في حالة من الخراب الاقتصادي بعد الحرب واستمرت في الانخفاض الاقتصادي النسبي لعقود من الزمان.
كما شهد الاتحاد السوفيتي زيادة سريعة في الإنتاج في فترة ما بعد الحرب مباشرة. وشهدت اليابان نموا اقتصاديا سريعا، وأصبحت واحدة من أقوى الاقتصادات في العالم في الثمانينيات. والصين بعد انتهائها من حربها الأهلية كانت مفلسة تماماُ. ثم بدأ اقتصادها يستعيد عافيته بنجاح بسيط مع بداية 1953، فاستأنف إنتاجها إلى مستويات ما قبل الحرب. واستمر معدل النمو هذا في معظم الاحيان، على الرغم من تعطله بعض الاحيان بسبب التجارب الاقتصادية الكارثية التي قامت بها خلال حملة القفزة العظيمة للأمام الذي سبب بمجاعة وموت من 15 إلى 55 مليون شخص. أما الولايات المتحدة الأمريكية، فقد أنتجت بعد الحرب ما يقرب من نصف الناتج الصناعي في العالم، لأنها نجت من الدمار الصناعي والمدني. وعلاوة على ذلك فقد جرى تحويل جزء كبير من صناعة ما قبل الحرب إلى الاستخدام في زمن الحرب. ونتيجة لذلك وبفضل قاعدتها الصناعية والمدنية التي كانت في احسن الأحوال من معظم دول العالم، بدأت الولايات المتحدة في توسع اقتصادي غير مسبوق في تاريخ البشرية. فارتفع الناتج المحلي الإجمالي الأمريكي من 228 مليار دولار في 1945 إلى أقل بقليل من 1.7 تريليون دولار في 1975.

## اجتثاث النازية

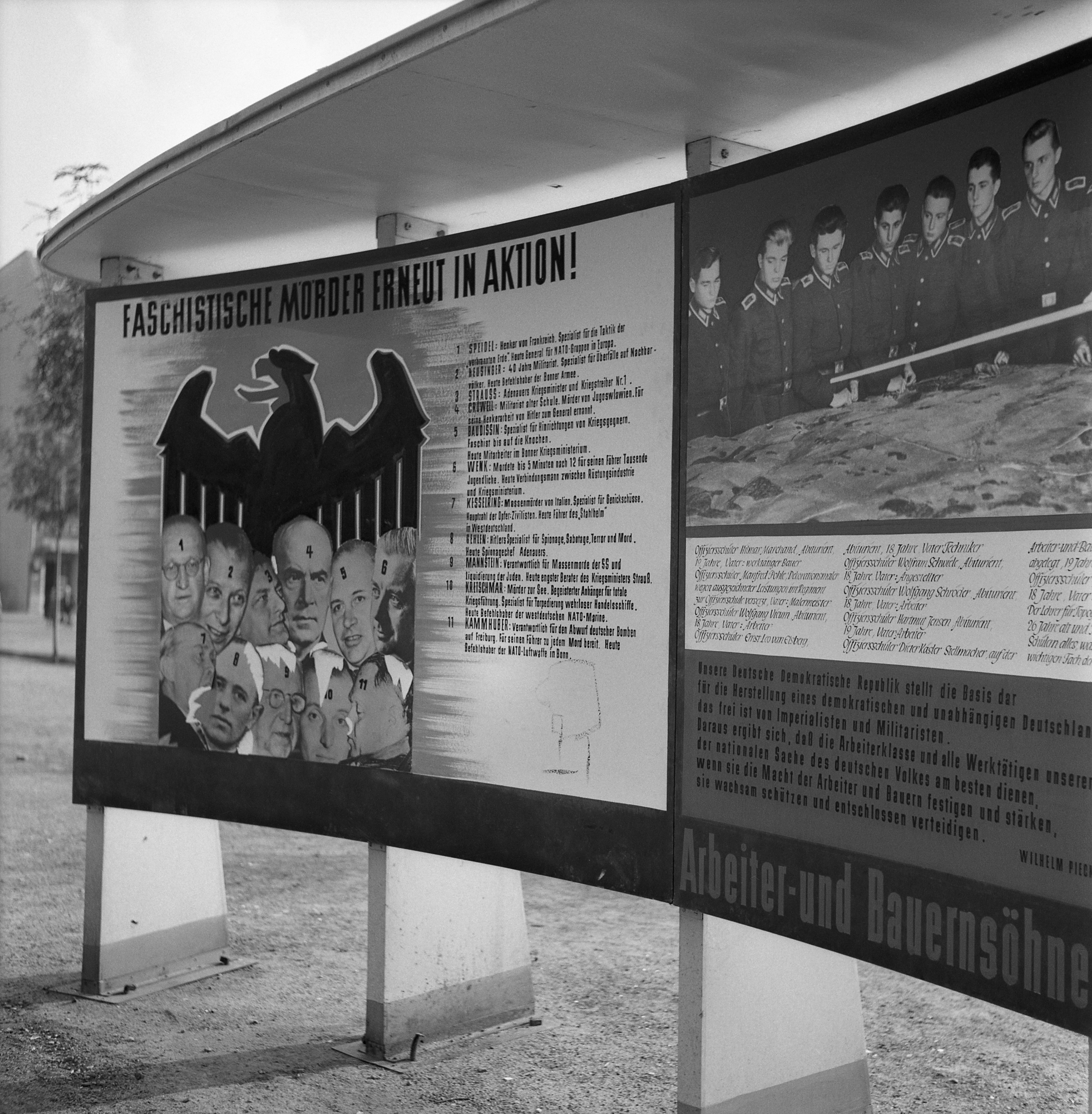
ملصق دعائي لألمانيا الشرقية سنة 1957

صدرت عدة قوانين في سنة 1951 أنهت عملية اجتثاث النازية. ونتيجة لذلك انتهى المطاف بالعديد من الأشخاص الذين لديهم ماضي نازي سابق في الجهاز السياسي لألمانيا الغربية مرة أخرى. كان الرئيس الألماني الغربي فالتر شيل والمستشار كورت غيورغ كيزينغر من الأعضاء السابقين في الحزب النازي. وفي سنة 1957 كان 77٪ من كبار المسؤولين في وزارة العدل الألمانية الغربية أعضاء سابقين في الحزب النازي. لعب وزير الدولة هانز غلوبكي في عهد كونراد أديناور دورًا رئيسيًا في صياغة قوانين نورمبرغ العنصرية المعادية للسامية في ألمانيا النازية.

## الذخائر غير المنفجرة
لا تزال الذخائر غير المنفجرة تشكل خطرًا في الوقت الحاضر. ففي سنة 2017 أجلي خمسين ألف شخص من هانوفر حتى يمكن نزع فتيل قنابل من عصر الحرب العالمية الثانية. وظهر اعتقاد في سنة 2023 ليأن الآلاف من القنابل غير المنفجرة من الحرب العالمية الثانية لا تزال موجودة.

## البيئة
عندما انتهت الحرب العالمية الثانية لم يكن لدى العلماء إجراءات للتخلص الآمن من الترسانات الكيميائية. وبتوجيه من المملكة المتحدة والولايات المتحدة وروسيا، جرى تحميل الأسلحة الكيميائية على السفن بالطن المتري وإلقائها في البحر. لا تُعرف المواقع الدقيقة للإلقاء بسبب سوء حفظ السجلات، لكن يُقدر أن مليون طن متري من الأسلحة الكيميائية لا تزال في قاع المحيط حيث تصدأ وتشكل خطر التسرب. تم الإبلاغ عن التعرض لغاز الخردل الكبريتي في بعض أجزاء الساحل الإيطالي وعثر على قنابل خردل الكبريت في ولاية ديلاوير، ومن المرجح أنها جلبت مع شحنة محار.